# Seconda battaglia di El Alamein
La seconda battaglia di El Alamein (o terza battaglia di El Alamein per quegli autori che chiamano la battaglia di Alam Halfa seconda battaglia di El Alamein) fu combattuta tra il 23 ottobre e il 5 novembre 1942 durante la campagna del Nordafrica della seconda guerra mondiale. Lo scontro vide fronteggiarsi le forze dell'Asse dell'Armata corazzata italo-tedesca comandate dal feldmaresciallo Erwin Rommel, e l'8ª Armata britannica del generale Bernard Law Montgomery.
La battaglia ebbe inizio con l'offensiva generale britannica (nome in codice: Operation Lightfoot) e continuò per alcuni giorni con intensi combattimenti dall'esito alterno e pesanti perdite per entrambe le parti. L'Armata corazzata italo-tedesca del feldmaresciallo Rommel fu infine costretta a ripiegare con i pochissimi mezzi rimasti, di fronte alla netta superiorità numerica e materiale britannica. Interi reparti dell'Asse, soprattutto italiani, furono costretti alla resa perché sprovvisti di veicoli adeguati. Il ripiegamento venne inoltre ritardato dagli ordini di Adolf Hitler che imponevano una resistenza estrema sul posto, nonostante il parere contrario del feldmaresciallo Rommel. I soldati italiani tennero la posizione e la difesero fino all'ultimo mentre i tedeschi si ritirarono.
La vittoria britannica in questa battaglia segnò il punto di svolta nella campagna del Nordafrica, che si concluse nel maggio 1943 con la resa definitiva delle forze dell'Asse in Tunisia.

## Situazione generale

### Sul campo
Nel luglio del 1942 l'Armata corazzata italo-tedesca (ACIT) agli ordini del feldmaresciallo Erwin Rommel, costituita dal Deutsches Afrikakorps e da due corpi d'armata italiani, uno di fanteria e uno meccanizzato, dopo la vittoria di Gazala e l'aver costretto la guarnigione anglo-australiana di Tobruch alla capitolazione, era penetrata profondamente in Egitto con l'obiettivo di troncare la vitale linea di rifornimenti britannica del canale di Suez ed occupare i campi petroliferi del Medio Oriente.
In netta inferiorità numerica, indebolito da una catena di approvvigionamento troppo allungata, dalla mancanza di rinforzi e consapevole del massiccio afflusso di nuovi reparti e mezzi all'8ª armata britannica, Rommel decise di colpire con rapidità prima che il rapporto degli effettivi divenisse ancor più svantaggioso; alle truppe si indirizzò con un proclama:
L'Ottava armata ebbe il tempo di imbastire un'incompleta linea difensiva a El Alamein e, dopo una serie di scontri confusi e inconcludenti noti come prima battaglia di El Alamein, l'attacco italo-tedesco sferrato il 30 agosto 1942 presso Alam Halfa si risolse in uno scacco: impossibilitato a lanciare un'altra offensiva e in attesa dell'inevitabile contrattacco del nemico, Rommel preferì attestarsi e trincerare il proprio esercito.
Tra il 13 e il 14 settembre gli Alleati tentarono l'operazione Agreement, volta a scompaginare il sistema di rifornimenti dell'Asse, che si concluse in un clamoroso fallimento aggravato da forti perdite. Le forze alleate persero varie navi, tra cui l'incrociatore HMS Coventry e i cacciatorpediniere HMS Sikh e HMS Zulu della classe Tribal a causa dell'efficace tiro delle batterie costiere e degli attacchi aerei italiani. Anche i reparti a terra furono contrastati e respinti, in particolare dalla fanteria di marina di guarnigione a Tobruch.

### Nei comandi
Le vicende anteriori e contemporanee alla battaglia furono condizionate sensibilmente dai rapporti tra gli ufficiali componenti i comandi sia dell'Asse, sia degli Alleati.

#### Asse

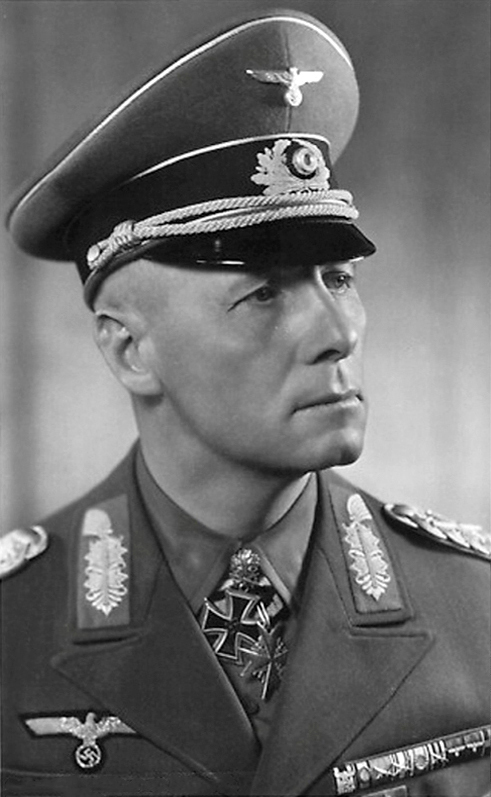
Il feldmaresciallo Erwin Rommel

Teoricamente il teatro di guerra era in mano agli italiani tramite il capo di stato maggiore generale Ugo Cavallero e il governatore della Libia Ettore Bastico, cui era stato dato il comando delle forze italo-tedesche in Africa settentrionale, ma nella pratica era Rommel che dirigeva la campagna. Nello schieramento dell'Asse esistevano pessimi rapporti tra Rommel e il Comando supremo italiano, soprattutto con Cavallero e Bastico cui il generale tedesco rimproverava inettitudine e scarsa volontà di avvicinarsi al fronte, accusandoli in pratica di vigliaccheria. Per contro gli ufficiali italiani lo incolpavano della frequente incapacità di coordinarsi con le altre forze, sulle quali faceva ricadere le responsabilità di eventuali insuccessi: ad esempio, i tedeschi a lungo attribuirono agli italiani, in specie alla Regia Marina che si riteneva accogliesse presunti traditori, le fughe di notizie che provocavano la perdita di navi, equipaggiamenti, uomini e carburanti. In realtà il forte ed efficace contrasto britannico ai convogli provenienti dall'Italia era reso possibile da Ultra, l'insieme delle informazioni ricavate dalla decodifica delle comunicazioni tra l'addetto militare tedesco a Roma, generale Enno von Rintelen e l'alto comando della Wehrmacht a Berlino. I rapporti erano puramente formali anche con Delease, la delegazione del Comando supremo in Africa settentrionale comandata dal generale Curio Barbasetti di Prun; in effetti l'unico alto ufficiale italiano per il quale Rommel aveva considerazione era il generale Enea Navarini, che aveva sostituito il generale Gastone Gambara alla testa del XXI Corpo d'armata poco prima dell'avanzata verso El Alamein. Tra i reparti italiani Rommel nutriva stima solo per la 185ª Divisione paracadutisti "Folgore", poiché vantava un'elevata preparazione dovuta all'opera di istruttori tedeschi. Riguardo al resto delle grandi unità italiane, il feldmaresciallo Rommel in una lettera al generale del comando supremo dell'esercito Alfred Gause scrisse: "ciò di cui ho bisogno qui non sono altre divisioni italiane (e tanto meno della "Pistoia" che non ha nessuna esperienza di combattimento) bensì di soldati tedeschi e di equipaggiamenti tedeschi, condizione assoluta perché io possa sperare di lanciare la mia offensiva."
Esisteva inoltre una pessima relazione tra Rommel e il feldmaresciallo Albert Kesselring, comandante della Wehrmacht per il settore sud (OKS – Oberkommando Süden), in quanto riteneva che questi stesse usurpando le sue funzioni. Il feldmaresciallo Kesselring era invece preoccupato dallo scarso controllo globale esercitato da Rommel durante i combattimenti, come aveva potuto verificare di persona nel corso di uno scontro nei pressi di Ain el-Gazala; egli stesso dovette anzi temporaneamente sostituire il generale Ludwig Crüwell che guidava l'Afrikakorps, constatando l'impossibilità di raggiungere Rommel da parte delle unità che necessitavano di pronti ordini operativi.

#### Alleati

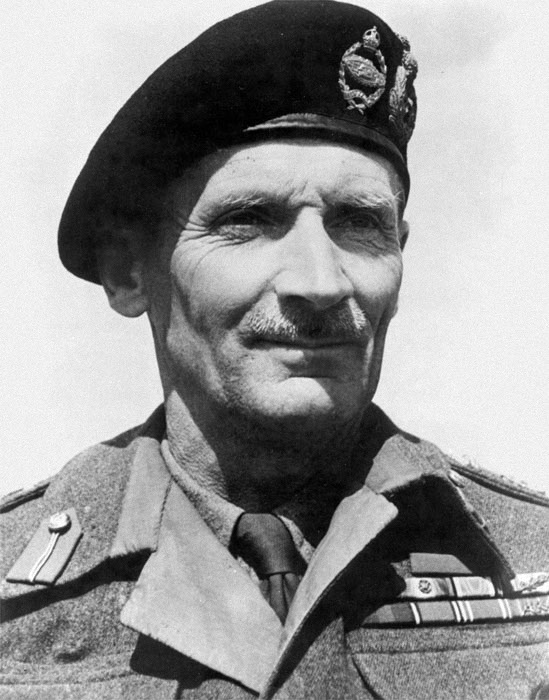
Il feldmaresciallo Bernard Law Montgomery con il suo tipico basco

Per quanto riguarda gli Alleati, Montgomery manteneva un rapporto distante con i suoi subordinati, dai quali non accettava neanche gli inviti a pranzo; a questo proposito, durante una visita ufficiale del primo ministro Winston Churchill, si ritirò nella sua roulotte a pasteggiare con un sandwich nonostante gli fosse stato riservato un posto alla tavolata. In particolare "Monty" aveva rapporti molto difficili con alcuni generali veterani delle campagne nel deserto come Lumsden, Gatehouse e Ramsden, mentre favoriva altri ufficiali da lui richiamati dal Regno Unito per assumere importanti comandi operativi nell'armata, come Brian Horrocks, Miles Dempsey e Oliver Leese.
Anche con Churchill esisteva un rapporto problematico, tanto che questi disse di lui «come generale, Montgomery è formidabile, come uomo, insopportabile». In seguito agli insuccessi riportati, la struttura di comando britannica nell'area del Medio Oriente era stata rimaneggiata con l'esonero del generale Auchinleck e l'arrivo di Alexander come comandante supremo del teatro del Medio oriente; il comandante dell'8ª armata, generale Neil Ritchie, era stato esonerato già dopo la caduta di Tobruch ed era stato sostituito, durante la prima battaglia di El Alamein, direttamente da Auchinleck. Dopo la rimozione di questo generale il comando dell'armata, inizialmente previsto per l'esperto generale William Gott, era stato quindi assunto (dopo la morte il 7 agosto in un incidente aereo dello stesso Gott) il 15 agosto da Montgomery.
Anche la situazione politica britannica era precaria, con la Camera dei Comuni che il 25 luglio aveva votato una mozione di sfiducia verso il primo ministro Winston Churchill, mentre i dominion britannici, in particolare Australia e Nuova Zelanda, chiedevano conto di come le loro truppe venivano impiegate. In alcuni casi i rapporti con i subordinati non britannici erano molto tesi, tanto che, dopo che le sue unità vennero sottoposte per errore ad un mitragliamento da parte della RAF, il generale Dan Pienaar, boero e comandante della 1ª Divisione sudafricana, scrisse a Montgomery:

## Il terreno

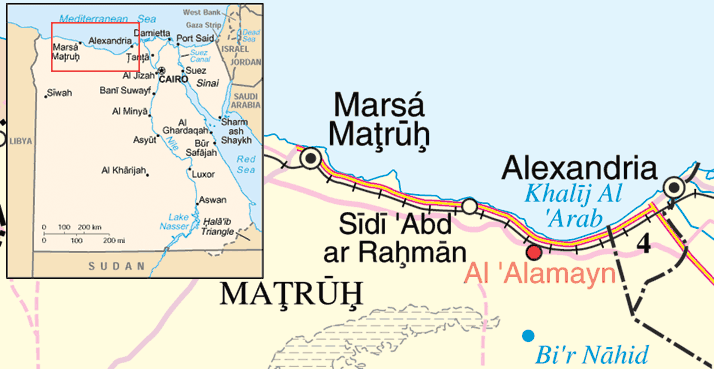
Mappa della costa, riferita a un periodo posteriore a quello della battaglia; si noti che la ferrovia non termina a El Alamein ma prosegue per Marsa Matruh e oltre

Il luogo della battaglia, El Alamein, fu prescelto dai britannici per le caratteristiche naturali che si prestavano ottimamente alla difesa. A circa 60 chilometri dalla costa e dalla località si trova la depressione di Qattara, avvallamento con un diametro di circa 300 chilometri, diverse decine di metri sotto il livello del mare e impraticabile ai mezzi meccanici a causa della sua sabbia morbidissima che impediva il transito anche ai cingolati; era inoltre caratterizzata da scoscesi pendii ai margini, ulteriore difficoltà per qualunque veicolo avesse tentato di attraversarla: la particolare morfologia del terreno eliminava quindi la possibilità di azioni avvolgenti da parte delle truppe italo-tedesche.
El Alamein ospitava all'epoca una stazione della linea ferroviaria che collegava la costa fino a Marsa Matruh con Alessandria d'Egitto, permettendo un agevole flusso di rifornimenti all'armata britannica; i notevoli campi minati posati in precedenza erano stati poi rinforzati nel periodo di stasi. A metà strada dalla costa si erge la cresta di Ruweisat che domina il deserto circostante ed è uno dei pochi rilievi naturali della zona, rendendola un punto cruciale per il controllo del campo di battaglia: pesanti combattimenti si erano già svolti per il suo controllo nel corso della prima battaglia di El Alamein. Il generale Auchinleck l'aveva quindi trasformata in uno dei fulcri del sistema difensivo britannico. Altri rilievi presenti sono la cresta di Miteriya e la collina Kidney (Kidney Ridge era la denominazione britannica di questo rilievo naturale). A sud, dove erano schierate in prima linea la 185ª Divisione paracadutisti "Folgore" e la 17ª Divisione fanteria "Pavia", al limite della depressione di Qattara, si trova la più piccola depressione di Munassib.

## Forze in campo
Dopo sei settimane di continui rifornimenti di uomini e materiali l'8ª armata al comando del generale Montgomery era pronta a colpire secondo il piano operativo previsto dall'operazione Lightfoot: circa 200 000 uomini e 1 000 carri armati (i numeri variano secondo le fonti) di modello recente, tra cui circa 250/300 M4 Sherman di fornitura statunitense, si mossero contro i circa 100 000 uomini (di cui poco più di 29 000 tedeschi in condizioni di combattere sui 46 000 che avrebbero dovuto essere in organico) e circa 490 carri, dei quali 211 tedeschi (compresi 38 Panzer IV) e 279 italiani di tipo M14/41, più 35 semoventi 75/18 che, sebbene concepiti come artiglierie mobili, venivano usati in funzione anticarro con buoni risultati. La superiorità britannica nelle forze corazzate era tuttavia ancor più netta per la qualità del materiale: gli Sherman e gli M3 Grant che Montgomery aveva in linea potevano essere contrastati solo dalla quarantina di Panzer IV e dagli altrettanti semoventi da 75/18, mentre le armi controcarro delle fanterie italo-tedesche erano impotenti contro il 66% dei mezzi corazzati alleati, quasi tutti con corazze frontali spesse 75 mm. Anche i 554 cannoni controcarro alleati da 2 libbre non erano molto efficaci contro i carri tedeschi, ma gli 849 pezzi da 6 libbre erano molto più potenti e in grado di arrecare seri danni, così come i 52 cannoni medi e gli 832 obici da 25 libbre che componevano l'artiglieria pesante. Al momento dell'inizio dell'operazione Lightfoot, inoltre, gli Alleati vantavano il dominio dei cieli grazie alla preponderanza numerica della Desert Air Force della RAF (un migliaio tra caccia e bombardieri moderni, in confronto ai 198 della Luftwaffe e della 5ª Squadra aerea), alla vicinanza delle principali basi aeree egiziane e alla pressoché illimitata disponibilità di rifornimenti e carburante.

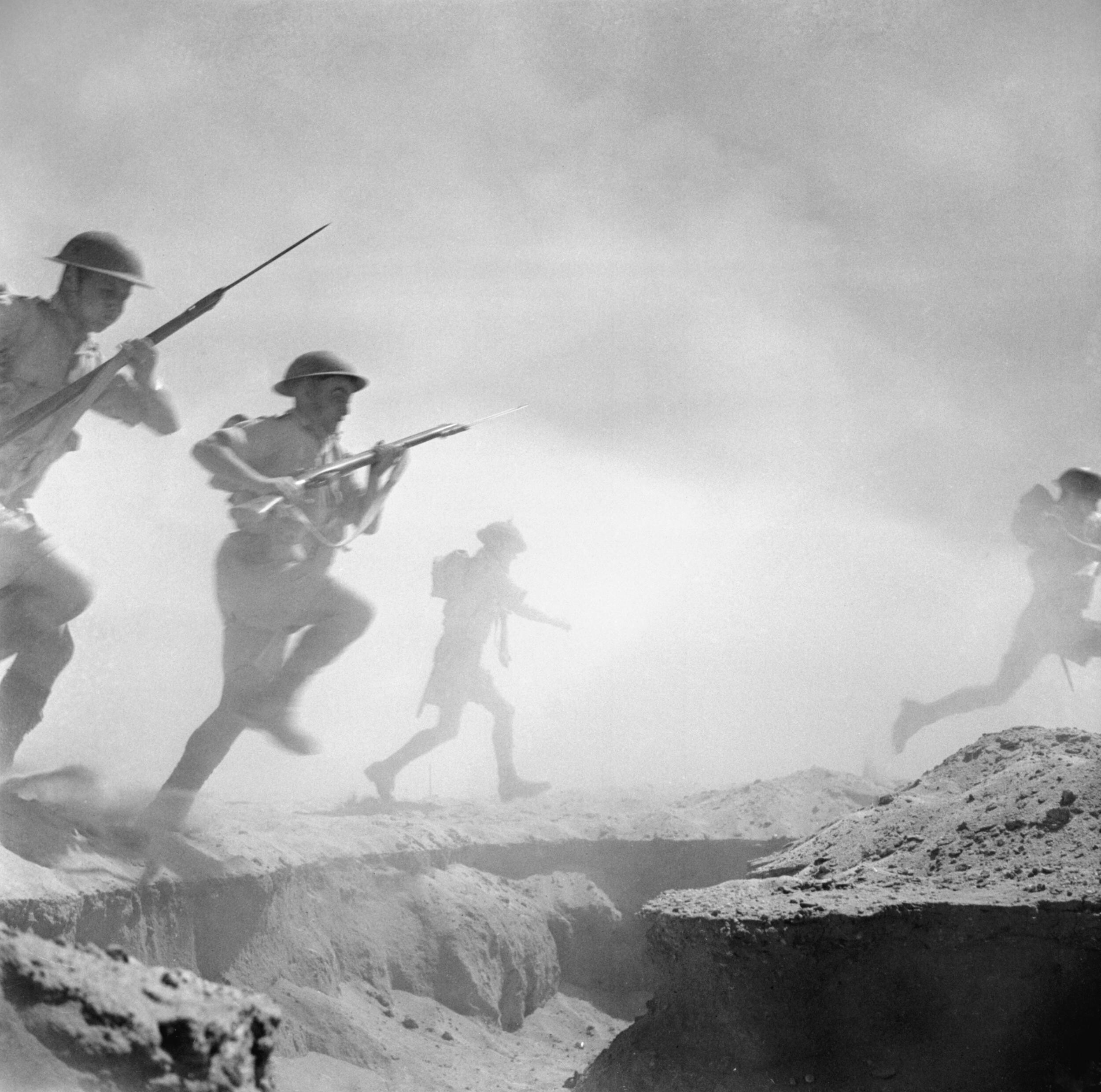
24 ottobre 1942: truppe del Commonwealth britannico all'attacco tra la polvere del deserto

Sul fronte italo-tedesco infatti, delle 6 000 tonnellate di carburante promesse il 18 agosto dal Comando supremo italiano, in particolare dal maresciallo d'Italia Ugo Cavallero per il 30 ottobre, non ne erano arrivate che 1 000: il resto era andato perduto con l'affondamento della petroliera Sanandrea (2 411 tonnellate di carburante) e il grave danneggiamento della Panuco (1 650 tonnellate), costretta a rientrare in patria. Secondo altre fonti questi dati potrebbero non essere esatti in quanto il 23 agosto 1942 era arrivata a Tobruch la pirocisterna Alberto Fassio con 2 749 tonnellate di carburante; la stessa nave ripeteva senza incidenti il trasporto di combustibile a Tobruch il 28 agosto 1942 con 2 040 (per altra fonte 2 635) tonnellate di carburante; ancora il 15 settembre la nave forzò il blocco britannico con 2 265 tonnellate di benzina. Comunque, poiché a metà agosto le due divisioni corazzate tedesche (15. e 21. Panzer-Division) disponevano di riserve per soli 170 chilometri di autonomia, era evidente che permaneva un serio problema di rifornimenti che avrebbe compromesso le capacità di manovra.
Anche la Luftwaffe venne meno all'impegno, preso con Rommel, di consegnare 500 tonnellate di carburante al giorno e così, al 2 settembre, le truppe tedesche disponevano di una sola giornata di rifornimenti. I britannici, che si avvalevano delle informazioni decrittate da Ultra per conoscere i movimenti navali italiani, affondarono il 27 ottobre la cisterna Proserpina e poco dopo il trasporto Tergestea; più avanti sarebbe toccato alle cisterne Luisiana e Portofino (quest'ultima giunta a Bengasi con 2 200 tonnellate di benzina ma affondata in porto da un bombardamento). Questo rese la mobilità delle truppe italo-tedesche alla vigilia della battaglia assai limitata, di fatto inesistente in uno scenario come quello desertico. 
Lo stato di salute di Rommel, già malato, peggiorò al punto di richiederne il ritorno in Germania, e il comando dell'Afrikakorps passò il 22 settembre al generale Georg Stumme, un esperto di truppe corazzate; comunque, prima di rientrare, Rommel passò per Roma a riferire della precaria situazione delle truppe impegnate nel deserto, ma senza risultati di maggiore impegno; disse poi:

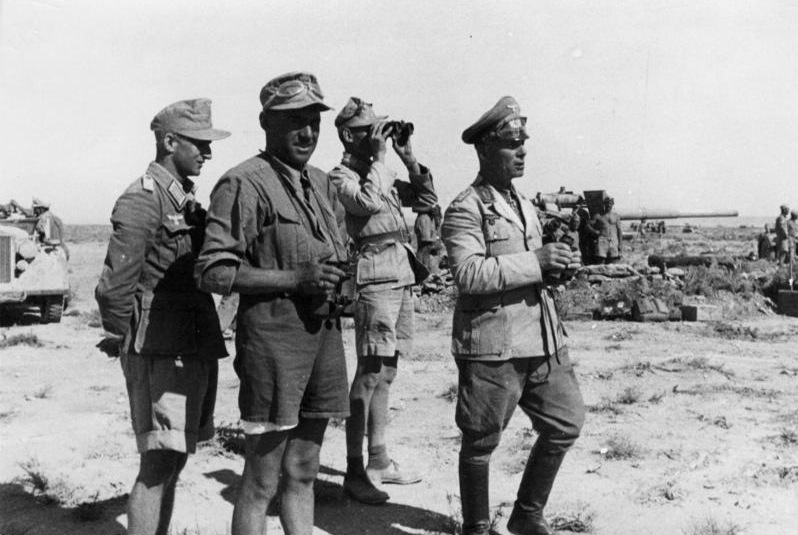
Rommel a El Alamein

Alla data del 15 ottobre, il confronto di forze era quindi di 150 000 uomini per l'8ª armata contro i 96 000 dell'ACIT, dei quali 24 000 tedeschi. Gli aerei e le navi di base a Malta, che non era stata neutralizzata come previsto dall'operazione C3 perché gli aerei necessari a quest'ultima erano stati trattenuti in Africa proprio da Rommel per appoggiare l'offensiva, falcidiavano sistematicamente del 50% i convogli di rifornimenti italiani. In effetti, a causa del rinvio dell'attacco a Malta (poi definitivamente annullato), due reparti d'élite, la divisione paracadutisti "Folgore" e la brigata paracadutisti tedesca Ramcke, verranno inviati a rinforzare l'armata italo-tedesca. La Folgore era un'unità molto addestrata e disciplinata, priva di qualunque mezzo di trasporto e dotata per quanto riguarda l'artiglieria solo di cannoni anticarro da 47 mm. La brigata tedesca, reduce dall'aviosbarco di Creta e classificata come 1ª Fallschirmjägerbrigade dalla Luftwaffe, alla quale apparteneva come tutte le unità paracadutiste germaniche, prendeva il nome dal suo comandante Hermann-Bernhard Ramcke (soprannominato "sorriso d'acciaio" perché aveva una dentiera di quel metallo, avendo perso i denti in un lancio); anch'essa non era motorizzata e si basava molto su quanto riusciva a reperire sul campo, di solito a spese dell'avversario; il suo simbolo era un aquilone con una "R" al centro.

### Ordini di battaglia

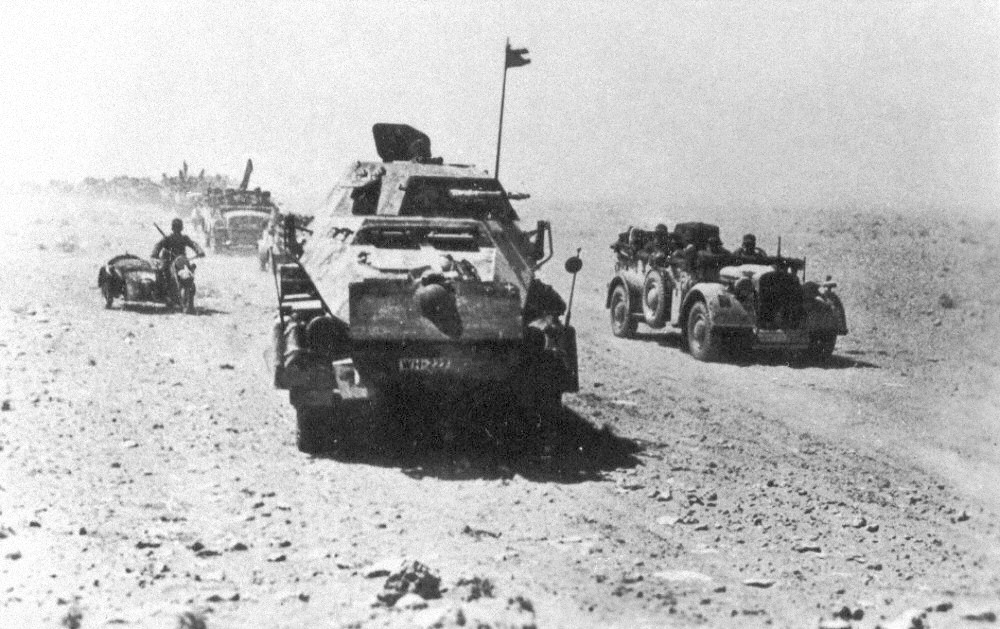
Mezzi del 39. Panzerjägerabteilung (parte del Kampfgruppe Gräf) distaccato dalla 21. Panzer-Division

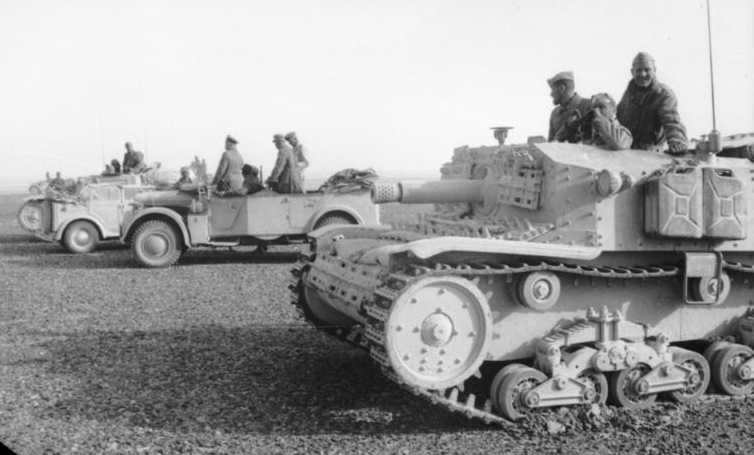
Un semovente da 75/18 del Regio Esercito

Fanti italiani nel Nordafrica durante la battaglia di El Alamein

Di seguito sono elencati gli ordini di battaglia dell'Armata corazzata italo-tedesca e dell'Ottava armata britannica:

#### Asse
Armata corazzata italo-tedesca:

comandante: generale Georg Stumme; capo di stato maggiore: tenente colonnello Siegfried Westphal – aggiornato al 23 ottobre 1942
- Deutsches Afrikakorps (generale Wilhelm von Thoma)
  - 15. Panzer-Division (generale Gustav von Vaerst)
  - 21. Panzer-Division (generale Heinz von Randow)
  - 90. leichte Afrika-Division (generale Theodor Graf von Sponeck)
  - 164. leichte Infanterie-Division (generale Carl Hans Lungershausen)
  - Fallschirmjäger-Brigade Ramcke – Luftwaffe (dal nome del suo comandante, generale Hermann-Bernhard Ramcke. La denominazione ufficiale dovrebbe essere 1ª Fallschirmjägerbrigade ma le fonti non sono univoche)[29]
- X Corpo d'armata italiano (generale Enrico Frattini ad interim dopo la morte del generale Federico Ferrari-Orsi[32], poi sostituito dal generale Nebbia[33])
  - 17ª Divisione fanteria "Pavia" (generale Nazzareno Scattaglia)
  - 27ª Divisione fanteria "Brescia" (generale Brunetto Brunetti)
  - 185ª Divisione paracadutisti "Folgore" (generale Enrico Frattini)
  - 9º Reggimento bersaglieri (sul XXVIII e LVII battaglioni autotrasportati)[32]
  - XLIX Gruppo di artiglieria pesante campale da 105/28
  - CXLVII Gruppo di artiglieria pesante campale da 149/28
  - XXXI Battaglione guastatori d'Africa (maggiore Paolo Caccia Dominioni)
  - X Battaglione genio artieri
  - X Battaglione collegamenti
- XX Corpo d'armata motocorazzato italiano (generale Giuseppe De Stefanis)
  - 132ª Divisione corazzata "Ariete" (generale Francesco Antonio Arena)
  - 133ª Divisione corazzata "Littorio" (generale Gervasio Bitossi)
  - 101ª Divisione motorizzata "Trieste" (generale Francesco La Ferla)
- XXI Corpo d'armata italiano (generale Alessandro Gloria, poi sostituito dal generale Enea Navarini rientrato dall'Italia il giorno successivo all'arrivo di Rommel)
  - 25ª Divisione fanteria "Bologna" (generale Alessandro Gloria)
  - 102ª Divisione motorizzata "Trento" (generale Giorgio Masina)
- Supporti d'armata tra cui:
  - 19. Flak-Division (generale Heinrich Burchard)
  - Comando artiglieria 104
  - Panzergrenadier-Regiment 288
  - 580º Gruppo esplorante
  - 136ª Divisione corazzata "Giovani Fascisti" (generale Ismaele Di Nisio); in realtà questa unità rimase a presidiare l'oasi di Siwa e non partecipò ai combattimenti[34].

Tra queste unità, la 164. leichte Infanterie-Division (164ª Divisione di fanteria leggera) era arrivata in Africa nel marzo 1942, formata a partire dalla Festungs-Division Kreta. Venne impiegata per la prima volta proprio a El Alamein. La 16ª Divisione fanteria "Pistoia" (generale Giuseppe Falugi), appena inviata in Africa, non venne schierata da Rommel a causa dell'assai carente preparazione.

#### Alleati
8ª armata britannica:

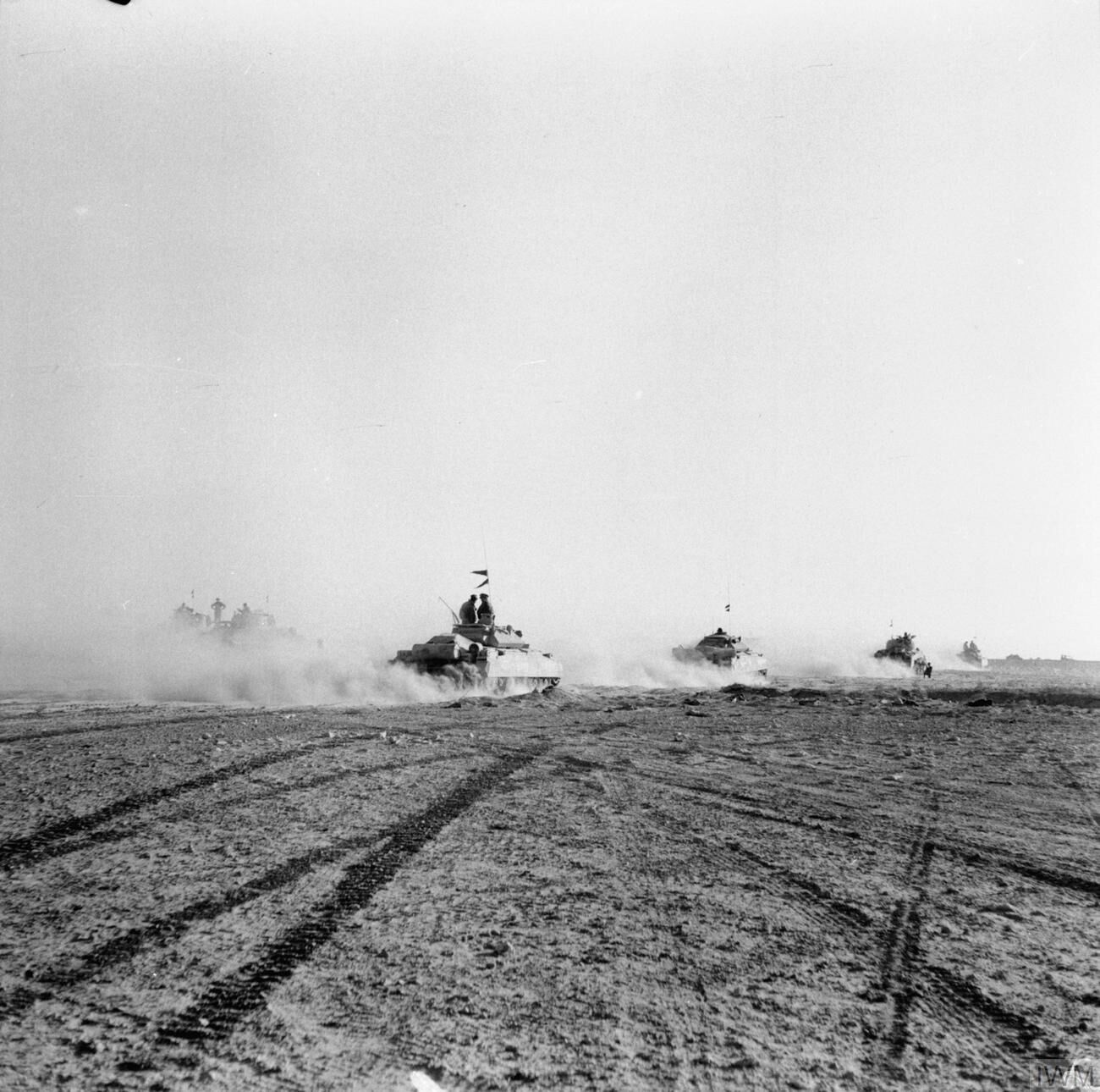
Carri britannici muovono verso la linea di combattimento per ingaggiare i blindati tedeschi dopo che la fanteria ha liberato dei varchi nei campi minati nemici

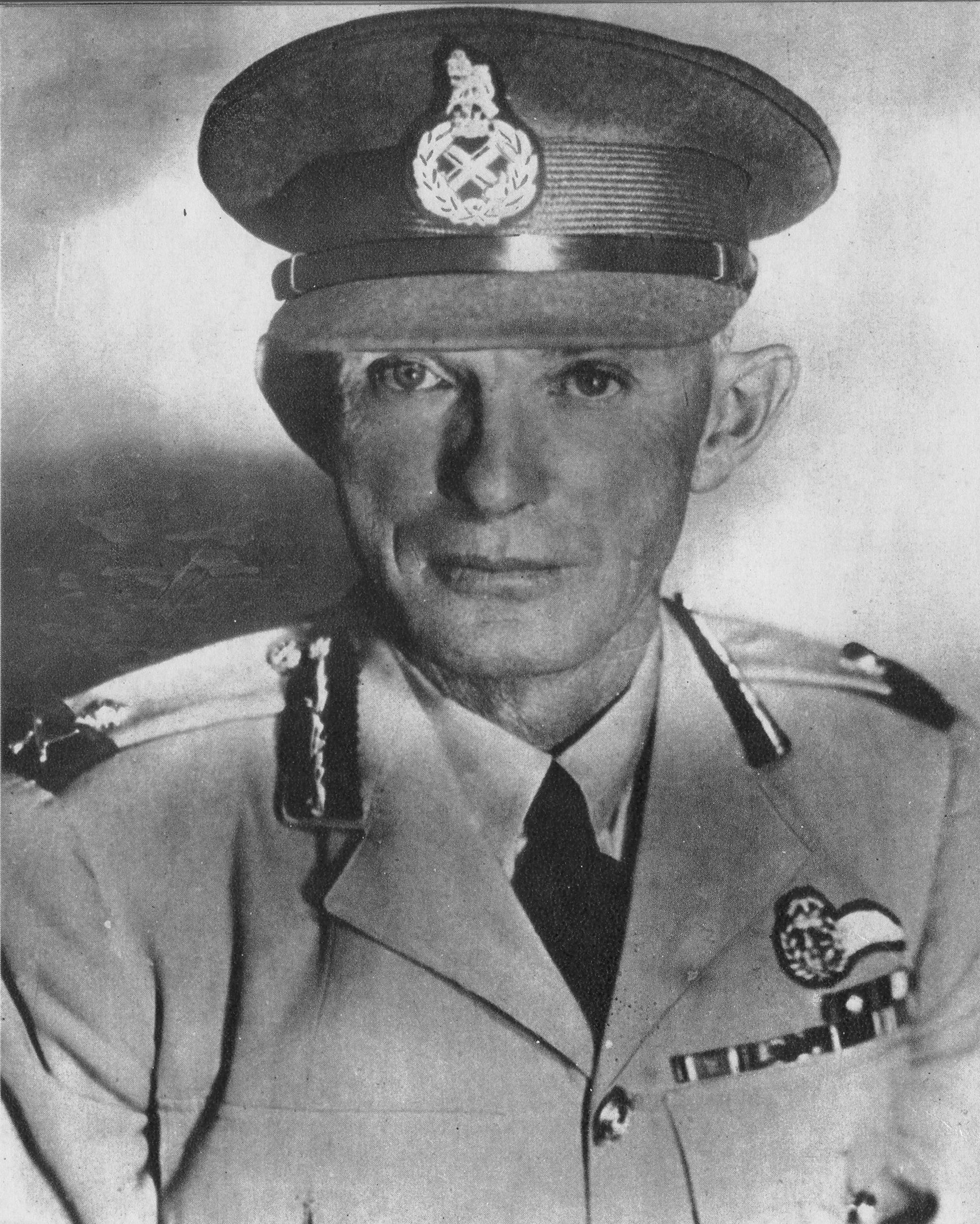
Il maggior generale Dan Pienaar, comandante della 1ª Divisione sudafricana

comandante: generale Bernard Law Montgomery; capo di stato maggiore: brigadier generale Francis Wilfred de Guingand
- X Corpo d'armata britannico (generale Herbert Lumsden)
  - 1ª Divisione corazzata britannica (generale Raymond Briggs)
    - II Brigata corazzata
    - VII Brigata motorizzata

  - 8ª Divisione corazzata britannica (generale Charles Gairdner) sul solo quartier generale e alcune truppe divisionali, non fu utilizzata in battaglia
  - 10ª Divisione corazzata britannica (generale Alexander Gatehouse)
    - VIII Brigata corazzata
    - XXIIII Brigata corazzata
    - CXXXIII Brigata fanteria (motorizzata)
- XIII Corpo d'armata britannico (generale Brian Horrocks)
  - 7ª Divisione corazzata britannica (generale John Harding)
    - IV Brigata corazzata leggera
    - XXII Brigata corazzata
    - CXXXI Brigata di fanteria (motorizzata)
    - I Brigata della Francia libera (generale Marie-Pierre Kœnig)

  - 44ª Divisione fanteria britannica (generale Ivor Hughes)
    - CXXXII Brigata fanteria inglese

  - 50ª Divisione fanteria britannica (generale John S. Nichols)
    - LXIX Brigata fanteria inglese
    - CLI Brigata fanteria inglese
    - I Brigata Francia libera
    - I Brigata di fanteria greca
- XXX Corpo d'Armata britannico (generale Oliver Leese)
  - XXIII Brigata corazzata (riserva di corpo)
  - 1ª Divisione fanteria sudafricana (generale Dan Pienaar)
    - I Brigata fanteria sudafricana
    - II Brigata fanteria sudafricana
    - III Brigata fanteria sudafricana

  - 2ª Divisione fanteria neozelandese (generale Bernard Freyberg)
    - V Brigata fanteria neozelandese
    - VI Brigata fanteria neozelandese
    - IX Brigata corazzata inglese

  - 4ª Divisione fanteria indiana (generale Francis Tuker)
    - V Brigata fanteria indiana
    - VII Brigata fanteria indiana
    - CLI Brigata fanteria indiana

  - 9ª Divisione fanteria australiana (generale Leslie Morshead)
    - XX Brigata fanteria australiana
    - XXIV Brigata fanteria australiana
    - XXVI Brigata fanteria australiana

  - 51ª Divisione fanteria britannica (generale Douglas Wimberley)
    - CLII Brigata fanteria
    - CLIII Brigata fanteria
    - CLIV Brigata fanteria

## Piani operativi

### Asse

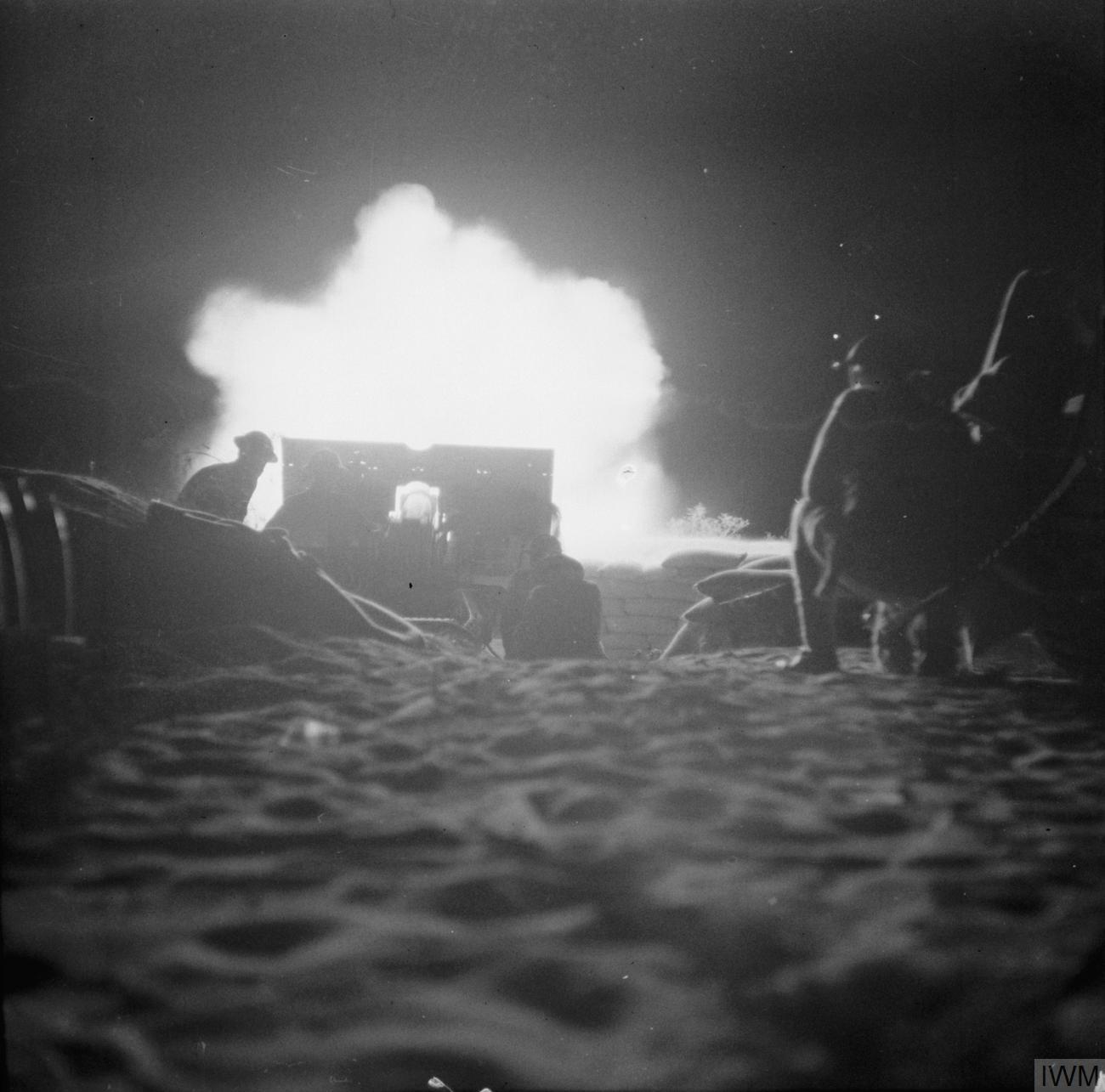
L'artiglieria campale britannica apre il fuoco nella notte del 23 ottobre 1942 contro le linee dell'Asse a El Alamein

Il 23 settembre il feldmaresciallo Rommel, sfibrato dalla lunga campagna militare, aveva ceduto il comando al generale Georg Stumme cui aveva dato dettagliate istruzioni per l'organizzazione di una serie continua di cinte difensive, davanti alle quali sarebbe stata piazzata una compagnia per ogni battaglione di fanteria; alle spalle sarebbero state sistemate le postazioni difensive principali con il grosso delle mitragliatrici e dei cannoni anticarro. Le artiglierie pesanti, in specie i cannoni antiaerei da 88 mm letali contro i carri alleati, sarebbero state scaglionate in profondità, lontano dall'artiglieria britannica. Dalla costa alla cresta di Miteiriya la linea principale era tenuta dalla 164ª Divisione leggera tedesca e dalla "Trento", affiancata alla sua destra, fino alla cresta di Ruweisat, dalla Divisione "Bologna". Più a sud fino alla cresta di Himeimat seguivano, in ordine, la Brigata paracadutisti tedesca Ramcke, la Divisione "Brescia" attorno a Bab el Qattara, la "Folgore" e la "Pavia". Per tamponare ogni eventuale sfondamento, il feldmaresciallo tedesco posizionò la 15ª Panzer-Division e la "Littorio" nel settore nord, la 21ª Panzer-Division e l'"Ariete" a sud. Molto a ovest della linea principale, vicino alla costa, stazionavano in riserva la 90ª Divisione leggera tedesca e la Divisione "Trieste".
Le forze dell'Asse si trincerarono quindi lungo due linee principali, chiamate in codice dagli Alleati "Linea Oxalic" e "Linea Pierson", protette da vasti campi minati formati da vari tipi di ordigni tra anticarro, antiuomo e a trappola; questi campi, detti "Giardini del Diavolo" (Gartenteufel in tedesco), erano particolarmente fitti nella parte meridionale dello schieramento, dove più debole era la consistenza numerica delle forze dell'Asse. Il 3% delle mine era del tipo Schrapnellmine, ordigno antiuomo che una volta attivato schizzava verso l'alto ed esplodeva a mezz'aria, seminando una rosa di piccole sfere d'acciaio tutt'intorno. Le forze dell'Asse seminarono 249 849 mine anticarro e 14 509 antiuomo, alle quali si dovevano aggiungere quelle contenute nei campi già predisposti dai britannici e ora nella zona sotto il controllo dell'Asse. Nel complesso la cintura minata contava 445 000 mine.

### Alleati

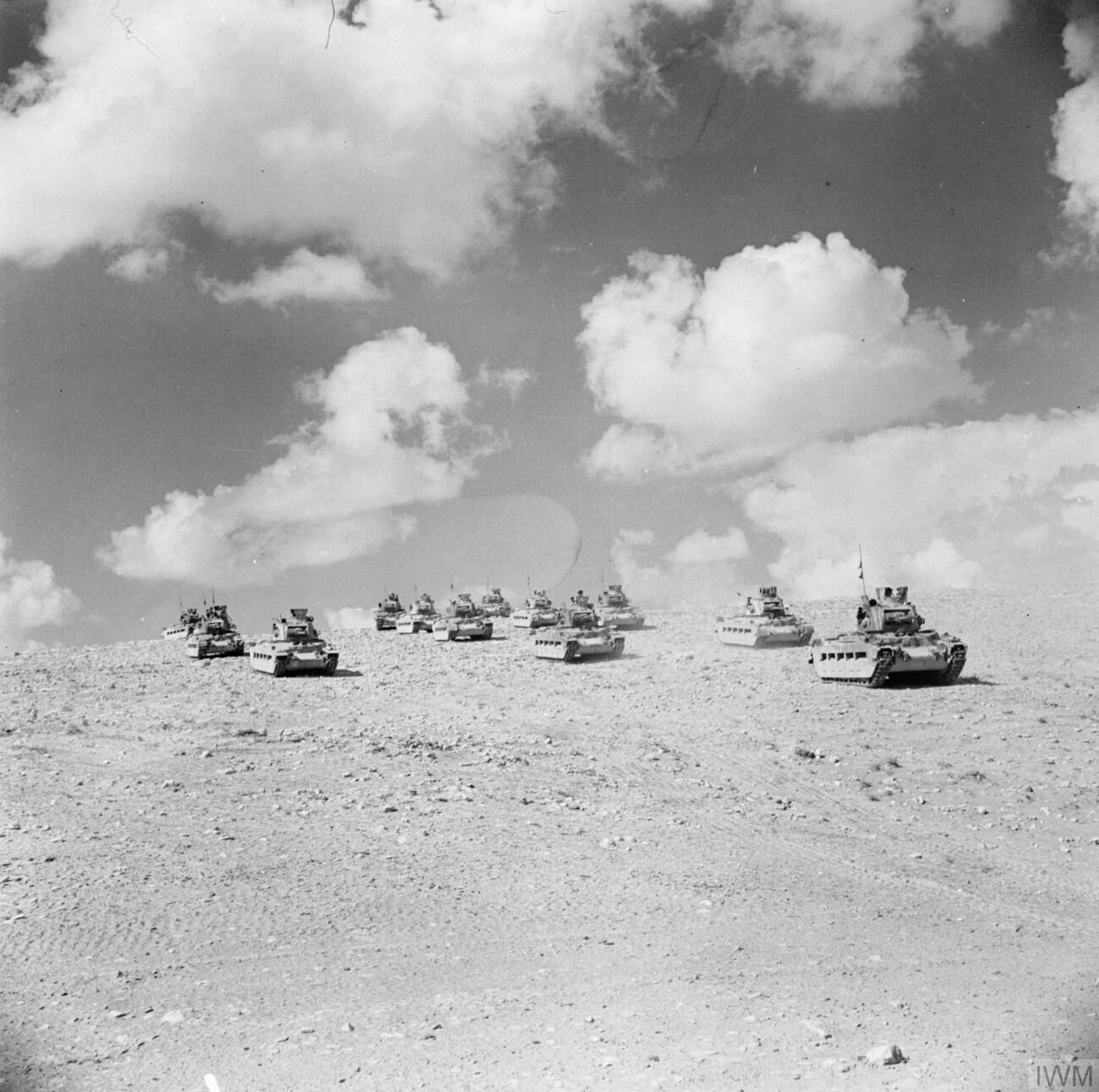
Carri britannici Matilda in azione

Il generale Montgomery, ufficiale autoritario ed egocentrico, profondamente convinto della sua superiore capacità di comando, era deciso a controllare da vicino l'offensiva decisiva che stava preparando con metodo da molte settimane. Egli riteneva che fosse essenziale una profonda riorganizzazione e un grande potenziamento delle forze britanniche dell'Ottava armata; il generale procedette a selezionare una serie di comandanti di piena fiducia e pronti a eseguire rigidamente i suoi ordini. Pur avendo deciso di costituire un raggruppamento di riserva interamente meccanizzato, il 10º Corpo d'armata del generale Herbert Lumsden con tre divisioni corazzate e la divisione neozelandese, il generale Montgomery decise di condurre una battaglia lenta e metodica, impiegando il fuoco dell'artiglieria e gli attacchi frontali della fanteria per sgretolare progressivamente le difese dell'Asse senza dare la possibilità al feldmaresciallo Rommel di sfruttare la superiore capacità di manovra delle sue Panzer-Division.
Il piano del generale Montgomery per l'operazione Lightfoot (il nome in codice dell'offensiva dell'8ª armata a El Alamein) prevedeva di aprire con un attacco frontale del XXX Corpo d'armata del generale Oliver Leese, costituito da cinque divisioni di fanteria, due varchi nel sistema fortificato delle forze italo-tedesche e occupare i due importanti rilievi tattici della collina Kidney e dell'altura di Miteiriya. Al varco verso la collina Kidney venne assegnata la 9ª Divisione australiana e la 51ª britannica, mentre del varco di Miteiriya se ne sarebbe occupata la 2ª Divisione neozelandese e la 1ª sudafricana. Raggiunto l'obiettivo, la fanteria avrebbe lasciato il campo alle divisioni corazzate del X Corpo d'armata che avrebbero attraversato i corridoi, rispettivamente la 1ª Divisione corazzata alla collina Kidney e la 10ª corazzata all'altura di Miteiriya, e si sarebbero schierate sul terreno libero a occidente delle creste, dove avrebbero atteso su posizioni fisse il previsto contrattacco delle forze corazzate tedesche. All'estrema sinistra del XXX Corpo la 4ª Divisione indiana, non inserita nel dispositivo d'attacco iniziale, avrebbe operato delle incursioni diversive dall'estremità occidentale delle alture di Ruweisat.
Attacchi diversivi a sud compiuti dalla 7ª Divisione corazzata britannica appoggiata dalla 44ª Divisione di fanteria britannica, dipendenti dal XIII Corpo d'armata, avrebbero dovuto trarre in inganno i comandanti italo-tedeschi e impedire al resto delle forze dell'Asse di muoversi verso nord. Compito della I Brigata della Francia libera era quello di impossessarsi delle alture di Himeimat e di El Taqa. Il generale Montgomery prevedeva che le forze corazzate tedesche sarebbero state distrutte dallo schieramento dei carri e dei cannoni anticarro del X Corpo d'armata; dopo la vittoria sul campo, l'inseguimento sarebbe stato condotto in prevalenza lungo la strada costiera: sottolineò chiaramente di evitare confusi combattimenti manovrati nel deserto e sconfiggere i reparti di Rommel soprattutto con la superiore potenza di fuoco. Questo piano del generale Montgomery peraltro avrebbe dimostrato alcuni punti deboli che ne resero l'esecuzione molto più difficile del previsto: lo scarso coordinamento tra le divisioni di fanteria e le forze corazzate, la limitata esperienza dei comandanti dei carri, l'eccessivo ammassamento di forze in settori ristretti esposti al tiro delle postazioni anticarro italo-tedesche.
I britannici misero in atto una serie di diversivi nei mesi precedenti la battaglia per ingannare il comando dell'Asse, non solo riguardo al punto dell'attacco ma anche sui tempi in cui sarebbe avvenuto. Questa operazione, detta in codice operazione Bertram, diretta dal maggiore Charles Richardson, prevedeva la costruzione di un falso oleodotto a sud della cresta di Ruweisat per indurre gli italo-tedeschi a credere che l'attacco sarebbe stato sferrato nel settore meridionale. Si cancellarono inoltre le tracce dei veicoli sulla sabbia per nascondere i loro spostamenti e si diffusero via radio false informazioni. Per aumentare l'illusione e trarre in inganno l'alto comando dell'Asse, l'Ottava armata disponeva inoltre di carri armati fittizi di gomma gonfiati con aria compressa che furono dislocati nel settore meridionale, mentre dietro il fronte settentrionale i mezzi corazzati realmente pronti per l'offensiva furono camuffati come autocarri.

## La battaglia

### Primo attacco britannico
Il 23 ottobre 1942, venne ricevuto a Londra il seguente messaggio proveniente dal Cairo:
La parola "ZIP", del cui significato erano a conoscenza per l'attacco solo il primo ministro Winston Churchill, il capo di stato maggiore imperiale Alan Brooke e il generale Harold Alexander, era il nome in codice dell'inizio dell'offensiva britannica; ricordava onomatopeicamente il suono della cerniera lampo dei piloti quando veniva chiusa ed era stato scelto dallo stesso Churchill. La parola "ZIP" fu utilizzata allo stesso scopo anche in occasione di altre operazioni angloamericane.
L'offensiva britannica sul fronte di El Alamein ebbe inizio alle ore 21:40 del 23 ottobre con l'apertura del fuoco d'artiglieria da parte di circa mille cannoni dell'8ª armata; il tiro continuò per circa quindici minuti e colpì duramente, con effetti distruttivi sulla prima linea italo-tedesca, sulle batterie dell'artiglieria nemica e sulle linee di collegamento. L'artiglieria dell'Asse, non disponendo di sufficienti munizioni, non poté controbattere il fuoco britannico con tiri sulle posizioni dei cannoni avversari. Alle ore 22:00 entrarono in azione i reparti specializzati del genio e i carri Scorpion preparati per l'apertura dei varchi nei vasti campi minati dell'Asse; tuttavia le operazioni di sminamento si dimostrarono molto più difficoltose del previsto e l'attacco notturno della fanteria non raggiunse subito gli attesi successi.
Il XXX Corpo d'armata del generale Leese attaccò nel settore compreso tra Tell al Eisa e Dayr Umm Alsha con la 9ª Divisione australiana, la 51ª Divisione fanteria scozzese e la 1ª Divisione sudafricana, ciascuna rafforzata da un reggimento corazzato, e la 2ª Divisione neozelandese che disponeva di un'intera brigata corazzata di rinforzo; l'obiettivo iniziale era la cosiddetta "Linea Oxalic", circa 5-8 chilometri all'interno del fronte dell'Asse. Gli australiani e gli scozzesi riuscirono a penetrare all'interno della linea di resistenza principale italo-tedesca in un settore di dieci chilometri dopo aver superato la resistenza di un reggimento della divisione "Trento" e un reggimento della 164ª Divisione leggera tedesca. Il generale Freyberg della divisione neozelandese optò per mandare avanti le sue due brigate di fanteria prima di sfruttare tutta la potenza della brigata corazzata; il piano funzionò nonostante le importanti perdite patite dalla fanteria e i mezzi corazzati riuscirono a raggiungere la sommità della cresta di Miteiriya, dove tuttavia le artiglierie dell'Asse, favorite dalla luce dell'alba, li costrinsero a ripiegare dietro le alture. Stesso modus operandi e stessi risultati vennero conseguiti anche dalla divisione sudafricana. Nel complesso le prime dodici ore dell'attacco del XXX Corpo del generale Leese erano state positive: le sue divisioni avevano superato quasi tutti i campi minati dell'Asse addentrandosi nelle linee nemiche, conseguendo inoltre l'importante risultato di portare i reparti sulla cresta di Miteiriya.

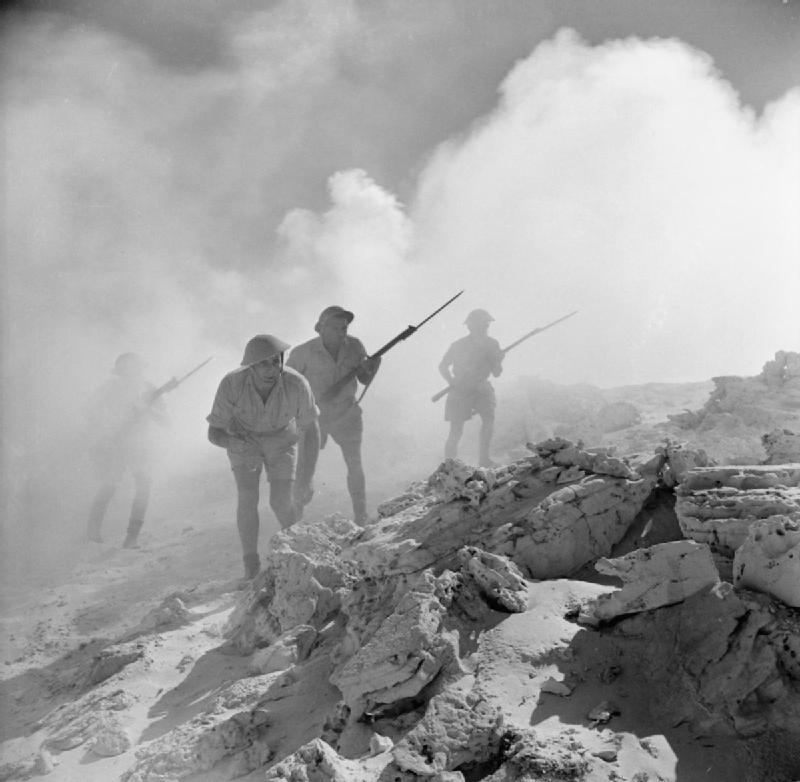
Fanteria britannica all'attacco a El Alamein

Analogo successo non ebbero i movimenti iniziali del X Corpo d'armata britannico. La resistenza italo-tedesca causò svariati ritardi alle squadre addette allo sminamento che incontrarono molte difficoltà ad aprire i varchi abbastanza ampi richiesti dai carristi britannici per raggiungere le fanterie del XXX Corpo. A nord, per la 1ª Divisione corazzata, venne aperto un solo varco, mentre a sud ne vennero segnalati quattro, di cui però effettivamente utilizzabile uno. Presto si crearono immensi ingorghi che rallentarono l'avanzata dei carri, ostacolati peraltro dai cannoni anticarro appostati in molti punti delle difese principali del nemico che erano ancora intatte. All'alba, nessuna delle due divisioni corazzate si trovava in posizione tale da poter sfruttare la penetrazione del XXX Corpo.
A sud, prima dell'alba il XIII Corpo era riuscito a passare solo attraverso il primo dei due grandi campi minati nemici, ma gli attacchi della 7ª Divisione corazzata e della Brigata Francia libera contribuirono a confondere l'Asse circa la reale direzione di sfondamento scelta da Montgomery.
Il discreto ottimismo trapelato per i risultati conseguiti durante la notte venne meno durante il resto del 24 ottobre quando i britannici incontrarono grandi difficoltà tattiche e non riuscirono a raggiungere le posizioni previste; la fanteria venne rallentata dalla resistenza italo-tedesca; i campi minati non vennero completamente bonificati e le brigate corazzate del generale Lumsden non poterono avanzare nei ristretti corridoi aperti, rimanendo pericolosamente ammassate dietro la fanteria. Il generale Georg Stumme, comandante in capo delle forze dell'Asse dopo la partenza del feldmaresciallo Rommel in licenza per malattia in Austria, si era subito recato in prima linea per controllare di persona la situazione, ma la sua auto era caduta sotto il fuoco dell'artiglieria britannica: il suo aiutante, colonnello Büchting rimase ucciso, mentre il generale cadde dalla vettura e venne ritrovato morto, verosimilmente per un attacco di cuore. Per qualche tempo nessuno seppe cosa fosse successo o dove si trovasse Stumme, e solo verso mezzogiorno il generale von Thoma assunse il comando. Hitler ritenne essenziale richiamare il feldmaresciallo Rommel che quindi ricevette l'ordine immediato di ritornare in Africa. Ciononostante, il mattino del 24 ottobre la 15. Panzer-Division, rafforzata da alcuni reparti della Divisione corazzata "Littorio", contrattaccò; il I Battaglione corazzato del capitano Stiefelmayer, appartenente al Panzer-Regiment 8, riguadagnò una parte delle posizioni perdute; trentacinque carri britannici furono distrutti. Nel pomeriggio le divisioni corazzate del X Corpo tentarono ugualmente di avanzare attraverso i passaggi estremamente angusti aperti dalla fanteria nella cintura fortificata dell'Asse, ma la manovra non ebbe successo. Nel settore della collina Kidney, la 2ª Brigata corazzata guadagnò terreno pur senza sfondare, ma nel settore di Miteiriya i carri britannici vennero bersagliati dal fuoco anticarro nemico e alle ore 04:00 del 25 ottobre furono bloccati all'interno dei campi minati. A sud il generale Horrocks aveva addirittura annullato la prevista puntata offensiva della 7ª Divisione corazzata a causa della difficoltà ad attraversare i campi minati.
In campo britannico il generale Lumsden, molto preoccupato, era contrario a continuare gli attacchi con i mezzi corazzati; egli avrebbe preferito ritirare le sue forze e attendere ulteriori progressi della fanteria. Nella notte tra il 24 e il 25 ottobre si svolse una drammatica riunione dei generali britannici con il generale Montgomery. Il comandante in capo dell'Ottava armata sembrò inizialmente deciso a continuare la battaglia secondo i suoi piani e ordinò di riprendere gli attacchi in massa in settori ristretti con le brigate corazzate nonostante la difficile situazione tattica; i generali Lumsden e Gatehouse protestarono vivacemente e richiesero di sospendere l'offensiva e di ritirare i carri armati dalla prima linea. Dopo accese discussioni, il generale Montgomery confermò l'intenzione di continuare l'offensiva e attaccare di nuovo la cresta di Miteiriya ma decise di impegnare nell'attacco frontale solo una parte delle sue forze corazzate.

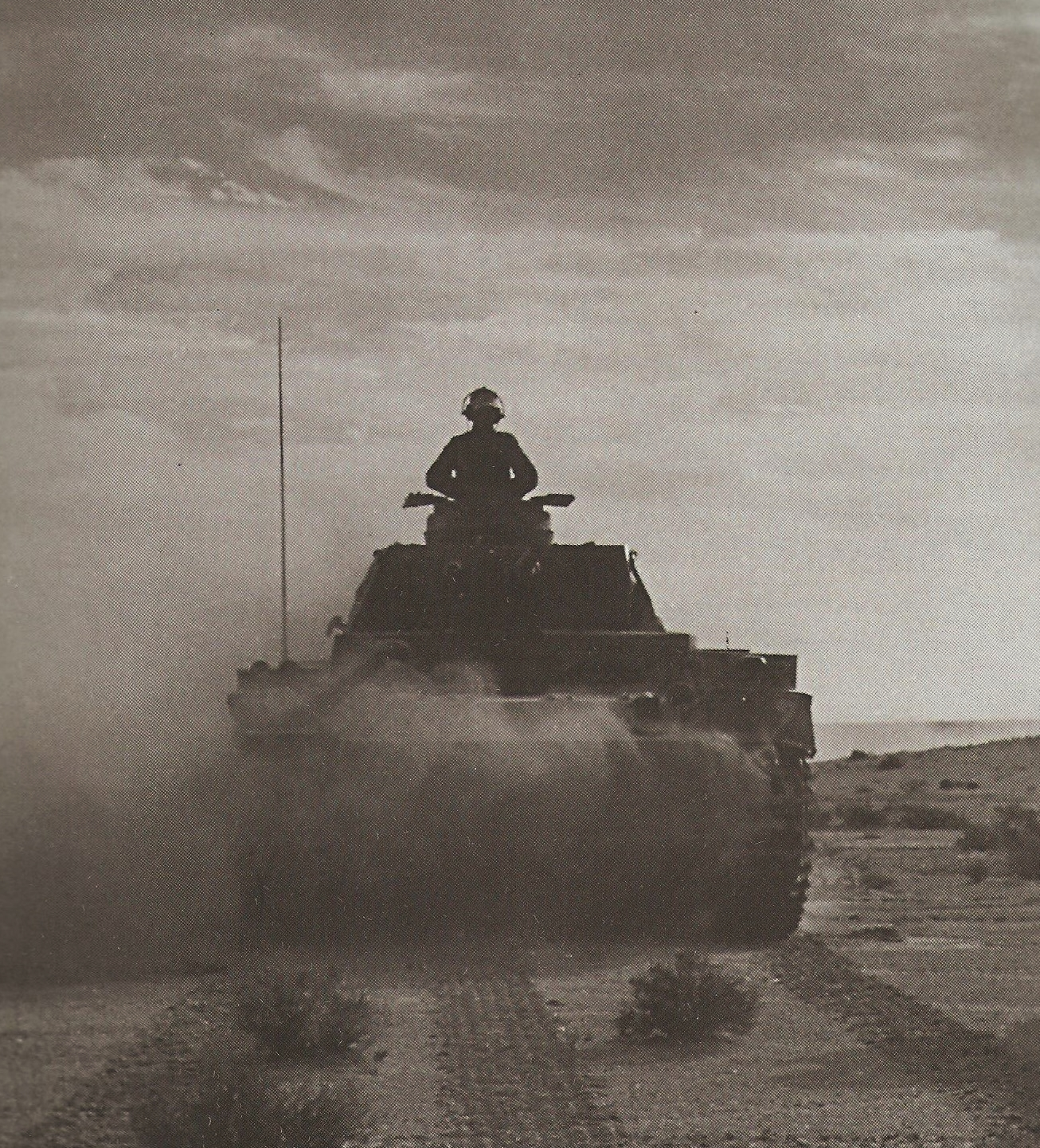
Un Panzer III tedesco in movimento nel deserto di El Alamein

Il 25 ottobre ripresero quindi gli attacchi del XXX Corpo d'armata; gli australiani e gli scozzesi guadagnarono terreno all'interno dei campi minati e alcuni reparti di fanteria tedeschi e italiani furono distrutti, ma l'attacco dei mezzi corazzati terminò con un nuovo fallimento. Nel settore di Miteirya un reggimento blindato britannico perse gran parte dei suoi carri armati, mentre l'attacco della 1ª Divisione corazzata sulla collina Kidney fu completamente bloccato e fu impossibile avanzare come previsto verso Sidi Abdel Rahman. L'Afrikakorps guidato dal generale von Thoma sferrò continui contrattacchi con la 15. Panzer-Division e riuscì a contenere l'avanzata nemica; tuttavia anche i tedeschi subirono pesanti perdite e la divisione corazzata rimase al termine della giornata del 25 ottobre con solo trentuno panzer ancora efficienti. Alle 17:20 del 25 ottobre Rommel arrivò in aereo e alle 23:25 diramò alle truppe un primo messaggio per galvanizzarne il morale: «Ho ripreso il comando della Panzerarmee. - Rommel». Il feldmaresciallo venne informato dal generale von Thoma riguardo alla difficile situazione; egli per il momento predispose la concentrazione di tutte le sue forze corazzate nel settore nord per fermare ad ogni costo l'avanzata britannica.

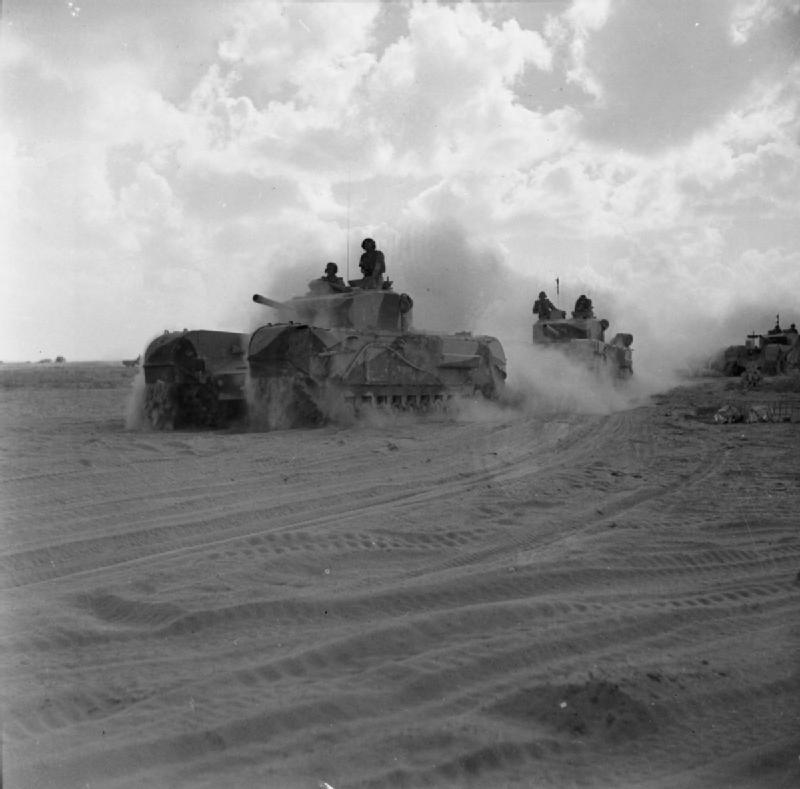
Carri pesanti britannici in movimento nel deserto di El Alamein

Di conseguenza, il feldmaresciallo Rommel prese la decisione, la sera del 26 ottobre, di richiamare a nord anche la 21. Panzer-Division dopo essere venuto a conoscenza del fallimento degli attacchi britannici nel settore meridionale del fronte e dopo che nella notte precedente gli australiani avevano sferrato un nuovo attacco e avevano conquistato l'importante collina 28, una posizione tatticamente importante a nord dei campi minati. Il 25 ottobre effettivamente l'attacco del XIII Corpo d'armata del generale Horrocks non raggiunse alcun risultato di fronte all'accanita resistenza dei paracadutisti italiani della "Folgore", sostenuti da raggruppamenti corazzati della 21. Panzer-Division e della Divisione corazzata "Ariete". Nonostante l'intervento di centosessanta mezzi corazzati della 7ª Divisione corazzata britannica, l'assalto alle alture di Himeimat fu respinto. Nel settore di Miteiriya i neozelandesi e gli scozzesi guadagnarono terreno; tuttavia i carri armati della 1ª Divisione corazzata non raggiunsero alcun risultato e rimasero di nuovo bloccate; in tre giorni di offensiva erano stati distrutti duecento mezzi corazzati e le divisioni di fanteria avevano subito forti perdite.
Il pomeriggio del 27 ottobre Rommel, molto preoccupato per il progressivo indebolimento delle linee difensive italo-tedesche, decise di tentare un contrattacco decisivo nel settore settentrionale del fronte di El Alamein con il concorso della maggior parte dei suoi mezzi corazzati; dopo aver completato lo spostamento da sud della 21. Panzer-Division, il feldmaresciallo sferrò l'attacco contro il corridoio di sfondamento britannico. Intervennero nella battaglia i panzer del generale von Randow mentre rientrarono in combattimento i carri superstiti della 15. Panzer-Division guidati dal colonnello Teege, supportati anche da reparti mobili della Divisione corazzata "Littorio"; contemporaneamente i reparti della 90ª Divisione leggera attaccarono verso la collina 28. I britannici avevano predisposto un potente schieramento di artiglieria campale e anticarro che inflisse gravi perdite alle unità meccanizzate dell'Asse, si combatterono aspri scontri tra mezzi corazzati con risultati alterni. Alla fine della battaglia del 27 ottobre le Panzer-Division non riuscirono a raggiungere il successo e le forze britanniche mantennero le posizioni raggiunte all'interno delle difese dell'Asse. In particolare, il contrattacco dei panzer tedeschi contro la collina Kidney, condotto da circa centocinquanta mezzi corazzati nel tardo pomeriggio per sfruttare anche il sole calante alle loro spalle che avrebbe potuto infastidire i tiratori nemici, si infranse contro il fuoco dei nuovi cannoni anticarro e dei carri pesanti dell'Ottava armata; i tedeschi persero circa un terzo dei loro carri durante questi combattimenti. Il 28 ottobre il feldmaresciallo Rommel intendeva riprendere i contrattacchi ma intensi bombardamenti aerei da parte dell'aviazione britannica intralciarono il movimento delle colonne corazzate tedesche che quindi non riuscirono ad entrare in azione.

### L'operazione Supercharge
Il generale Montgomery appariva, nonostante la mancanza di reali successi strategici, ancora calmo e risoluto; in privato tuttavia il generale era molto meno ottimista e non mancava di preoccupazioni. Dopo lo spostamento delle riserve corazzate tedesche verso nord, il comandante britannico decise a sua volta di trasferire nel settore settentrionale anche la 7ª Divisione corazzata, inserendola nella nuova riserva formata dalla divisione neozelandese e dalla 10ª Divisione corazzata (meno la XXIV Brigata corazzata aggregata già dal 25 ottobre alla 1ª Divisione corazzata). La 1ª Divisione corazzata che aveva subito forti perdite venne temporaneamente ritirata e riorganizzata. Il comandante dell'Ottava armata aveva deciso, dopo il fallimento del suo piano originale, di organizzare un attacco decisivo, denominato operazione Supercharge, per sfondare finalmente il fronte dell'Asse nel settore costiero. Il generale Montgomery organizzò metodicamente il nuovo raggruppamento di forze, prevedendo di sferrare l'attacco nella notte del 1º novembre; il piano era molto simile al progetto Lightfoot: mentre il XIII Corpo avrebbe distratto il nemico a sud, la fanteria neozelandese del XXX Corpo d'armata, rafforzata da alcune brigate di fanteria e corazzate, avrebbe sfondato e i carri del X Corpo d'armata avrebbero fatto irruzione in campo aperto.
Prima dell'inizio dell'operazione Supercharge, l'8ª armata riprese gli attacchi locali nel settore costiero con i reparti della 9ª Divisione australiana che il 29 ottobre guadagnarono terreno nel settore a nord di quota 28 difeso dal solo II Battaglione del 125º reggimento Panzergrenadier sostenuto da una linea di pezzi anticarro. Ulteriori attacchi degli australiani nella notte del 30-31 ottobre misero in difficoltà i tedeschi della 164ª Divisione, ma un pronto contrattacco dei reparti mobili della 90ª Divisione leggera e della 21. Panzer-Division riguadagnò parte del terreno perduto, disimpegnò i reparti isolati e inflisse nuovamente forti perdite alle unità corazzate britanniche.
Le gravi difficoltà dell'offensiva causarono grande preoccupazione a Londra; Churchill era esasperato e depresso; tra i vari commenti rivolti al generale Alan Brooke, capo di stato maggiore generale imperiale, vi fu "Possibile che noi non abbiamo neppure un generale in grado di vincere un'unica battaglia?". Gli apparenti successi difensivi delle forze italo-tedesche, suscitarono invece un certo ottimismo all'interno degli alti comandi dell'Asse; a Roma Mussolini e il maresciallo Cavallero inviarono il 1º novembre al feldmaresciallo Rommel un messaggio di congratulazioni per il brillante contrattacco della 21. Panzer-Division contro gli australiani nel settore costiero.
In realtà la situazione dell'Armata italo-tedesca stava diventando sempre più difficile; i continui attacchi britannici e la netta superiorità delle forze aeree nemiche avevano progressivamente logorato le truppe dell'Asse; le formazioni corazzate erano rimaste dopo gli ultimi combattimenti con novanta carri tedeschi mentre il generale Montgomery disponeva ancora in prima linea, nonostante un rapporto di perdite a sfavore secondo un rapporto di circa 4 a 1, di oltre ottocento mezzi corazzati. Il feldmaresciallo Rommel era pienamente consapevole dell'andamento sfavorevole della battaglia; la notizia arrivata alle 11:00 del 29 ottobre sull'affondamento della petroliera Luisiana con 1 459 tonnellate di benzina rafforzò questa convinzione. Il comandante era molto pessimista e discusse con il tenente colonnello Westphal sulla possibilità di organizzare una nuova linea di difesa a Marsa Matruh con tappa a Fuka; tuttavia mantenne nascosto con gli italiani il suo pessimismo e a mezzogiorno del 29 ottobre dichiarò al generale Barbasetti che "con la benzina disponibile sarebbe impossibile sganciarsi dal nemico. Non ci resta che resistere ad ogni costo ad El Alamein". Il 30 arrivò una cisterna con 600 tonnellate di benzina, equivalente al consumo di una giornata, e il feldmaresciallo Kesselring, giunto sul posto, affermò che ben presto sarebbero giunte squadriglie di aerei da trasporto provenienti dal fronte russo per migliorare il rifornimento dell'armata. In realtà nella fase finale della battaglia l'approvvigionamento delle forze italo-tedesche migliorò, e il feldmaresciallo Kesselring ricordò in seguito che quando le operazioni di ritirata iniziarono, si dovettero far saltare 12 000 tonnellate di munizioni nonostante spesso i comandanti si fossero lamentati della loro scarsità e in alcuni casi si fosse rinunciato a effettuare tiri di sbarramento nel preludio degli attacchi britannici. Gravissima era invece la carenza di veicoli.
La seconda offensiva massiccia degli alleati si svolse lungo la costa, inizialmente per catturare il rilievo di Tel el Aqqaqir. L'attacco iniziò alle 01:05 del 2 novembre, e vide l'impiego da parte britannica di ottocento carri armati, sostenuti dal fuoco di trecentosessanta cannoni e dall'aviazione. L'attacco di terra iniziò bene: sia la CLI che la CLII Brigata britannica, sostenute rispettivamente dai carri Mk III Valentine dell'8th e del 50th Royal Tank Regiment, penetrarono per 4 km attraverso le linee dell'Asse senza subire troppe perdite; il 1st Royal Dragoons sfruttò le brecce aperte dalla fanteria dilagando nel campo aperto causando notevole caos nelle retrovie di Rommel. Alle 06:15 venne dato il via alla IX Brigata corazzata per raggiungere la pista nel deserto che portava a Sidi Abdel Rahman, tenacemente presidiata da fanti e pezzi anticarro del 7º Reggimento bersaglieri. Al prezzo di settanta carri distrutti su novantaquattro, la IX Brigata corazzata riuscì a sfondare la posizione nemica dando modo alla II Brigata corazzata di attaccare l'adiacente quota 44 a Tell el Aqqaqir, dove venne però fermata, con pesanti perdite per entrambi gli schieramenti, dai carri e dai cannoni anticarro del 7º bersaglieri. Anche l'VIII Brigata corazzata, distaccata per l'occasione dalla 10ª alla 1ª Divisione corazzata, non riuscì ad avere la meglio sui tedeschi che presidiavano la posizione.
Al 3 novembre, Rommel era rimasto con soli trentacinque carri armati operativi; la pressione sulle sue truppe rese necessaria la ritirata. Lo stesso giorno il feldmaresciallo ricevette da Adolf Hitler un ordine di "vittoria o morte" che fermò la ritirata. Rommel, di fronte all'ordine di Hitler di resistere a ogni costo, dichiarò che «Se restiamo ancorati qui, l'armata non durerà tre giorni. Ma io ho il diritto come comandante in capo, anzi come soldato, di disobbedire agli ordini?» e poi «Il Führer è pazzo!». Mandò allora a Berlino il tenente Alfred Berndt, un egittologo che lavorava per il Ministero della Propaganda ed era inserito nel Quartier generale della Panzerarmee dove redigeva tra l'altro il diario del feldmaresciallo, per tentare di convincere il Führer a ordinare la ritirata. Il fronte si stava sfaldando: il X e il XX Corpo italiani stavano cedendo di fronte alla pressione alleata; anche Kesselring consigliò il ripiegamento suggerendo di «considerare il messaggio di Hitler come un appello anziché un ordine preciso».
Nella notte tra il 3 e il 4 novembre, venne costituita una nuova linea difensiva dalle truppe dell'Asse, con l'Afrikakorps e la 90ª Leggera attestate a semicerchio da Tell el-Mampsra a 16 km a sud della ferrovia che correva lungo la costa. A questo schieramento si incernierava a sud il XX Corpo italiano con l'"Ariete", la "Littorio" e quello che restava della divisione "Trieste". Ancora più a sud, la brigata Ramcke e il X Corpo italiano, con la "Pavia" e la "Folgore".

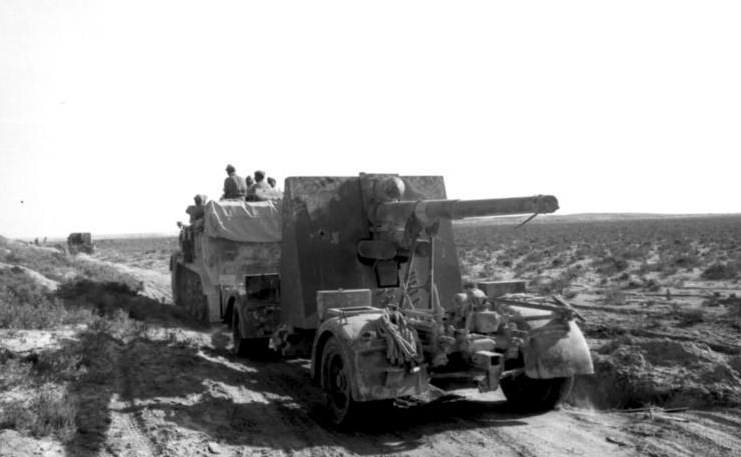
Un cannone FlaK 88 al traino verso il fronte

Sulla quota 44 di Tell el Aqqaqir, durante un furioso combattimento originato alle 02:30 dall'attacco della V Brigata indiana, venne catturato dalle truppe della 1ª Divisione corazzata britannica il generale von Thoma, comandante dell'Afrikakorps, che uscì illeso da un blindato distrutto dall'artiglieria avversaria e venne portato al cospetto di Montgomery; più tardi gli verranno attribuite delle dichiarazioni molto polemiche verso Hitler; il comando dell'Afrikakorps passò al capo di stato maggiore colonnello Fritz Bayerlein. Nel varco creato dall'attacco irruppero la 1ª, 7ª e 10ª Divisione corazzata britannica che vennero fermate solo 9 km a ovest dallo schieramento anticarro, nel quale si trovavano anche i cannoni pesanti FlaK da 88 mm, usati spesso come arma anticarro con effetti devastanti. Per quattro ore trecento carri britannici vennero trattenuti da trenta carri tedeschi mentre a sud la 10ª Divisione corazzata britannica dotata di carri medi M4 Sherman, Grant e Crusader attaccava il XX Corpo italiano con i suoi M13/40. La 132ª Divisione corazzata "Ariete" venne attaccata dalla IV e VII Brigata corazzata britannica, e da esse circondata 5 km a nord-ovest di Bir-el-Abd. Celebre è l'ultimo, sebbene controverso, messaggio ricevuto dal Comando d'armata alle 15:30: «Carri armati nemici fatto irruzione sud Divisione Ariete. Con ciò Ariete accerchiata, trovasi 5 km nord-ovest Bir-el-Abd. Carri Ariete combattono». Di questo messaggio esiste un'altra versione, meno plausibile visto che poi un numero superiore di mezzi riuscì a ritirarsi, dal comandante della Divisione al comando d'armata: «Ci rimangono tre carri, contrattacchiamo». Alla fine del combattimento le perdite italiane furono gravi, così come i britannici pagarono un prezzo altissimo in uomini e mezzi. Cionondimeno, parte della divisione con il comando, una trentina di carri e parte dell'8º Reggimento bersaglieri riuscì a sganciarsi e raggiungere il resto del XX Corpo in arretramento.
La mattina del 4 novembre, quando tutte le unità dell'Asse erano in ritirata verso ovest, il generale Alexander scrisse al primo ministro Churchill:
Molte unità offrirono infatti una caparbia resistenza, come i paracadutisti della "Folgore", che si batterono per giorni e giorni subendo gravi perdite, costretti a combattere i corazzati britannici con mezzi di fortuna, quali bottiglie incendiarie e cariche di dinamite, avendo solo oltre a queste pochi e inutili cannoni anticarro da 47/32 con altrettanto poche munizioni. Esaurite anche queste risorse, i paracadutisti si nascosero in buche scavate nel terreno e attaccarono mine anticarro ai mezzi britannici in movimento (i resti della "Folgore" si arrenderanno solo il 6 novembre dopo aver distrutto le proprie armi rese inutili dall'esaurimento delle munizioni). L'aviazione dell'Asse, con la distruzione dei suoi aeroporti avanzati e usurata da continui combattimenti sostenuti in immensa inferiorità numerica, era praticamente inesistente e pertanto la RAF operava senza alcun contrasto in aria, bombardando incessantemente le colonne in ritirata. Uno dei massimi sforzi italo-tedeschi per una singola missione aerea si verificò il 29 ottobre, quando vennero fatti decollare centotrenta tra caccia e velivoli d'assalto: il bilancio finale fu di sedici aerei persi per gli italo-tedeschi e diciassette per l'USAAF.
Alle 20:50 del 4 novembre, Hitler diede il consenso al ripiegamento. La nuova linea di difesa venne fissata a Fuka.

### Il ripiegamento

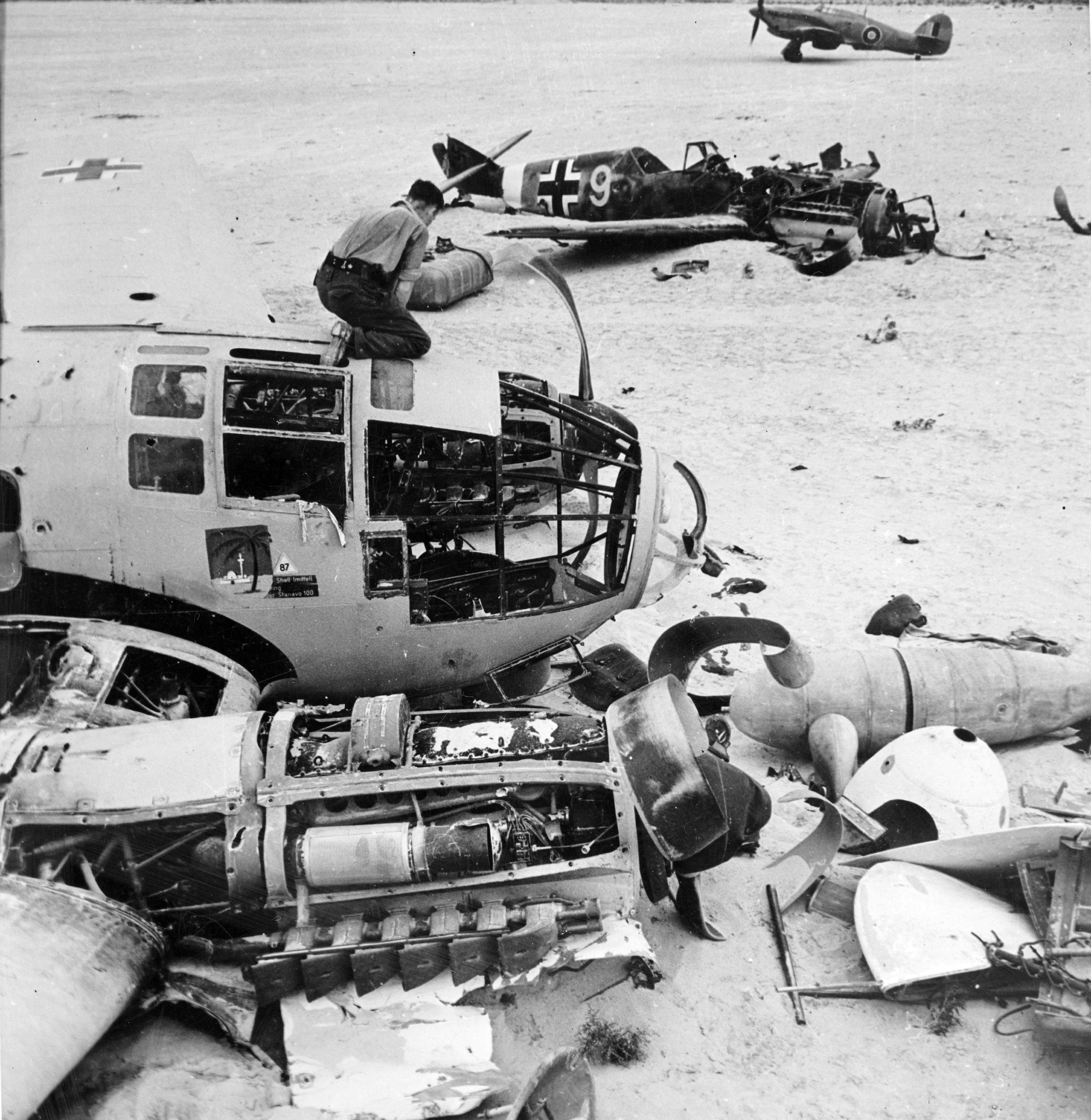
In un aeroporto abbandonato dai tedeschi durante il ripiegamento, la carcassa di un Heinkel He 111 viene spogliata di quanto può essere utile. Dietro si vede il relitto di un Me 109 e uno Hawker Hurricane britannico

All'alba del 4 novembre le forze dell'Asse, non più in grado di opporre resistenza organizzata, iniziarono il ripiegamento; per le divisioni di fanteria italiane, non motorizzate, era preclusa ogni via di fuga e oltre 30 000 soldati si dovettero arrendere. Molti di più riuscirono però a ripiegare, sia per le capacità tattiche di Rommel, che per l'estrema prudenza di Montgomery, che non voleva cadere vittima di una delle brillanti invenzioni delle quali il suo avversario si era mostrato più volte capace. Probabilmente Rommel sarebbe riuscito a salvare molti più uomini se Hitler non lo avesse dapprima obbligato a resistere sul posto "fino all'ultimo uomo" su una linea di resistenza leggermente arretrata e solo in un secondo tempo gli avesse concesso la libertà di sganciarsi. Quel giorno anche Cavallero diede il suo assenso alla ritirata.
Anche le unità tedesche combatterono ai limiti delle loro possibilità ma, avendo le divisioni di fanteria una propria dotazione di mezzi di trasporto, diversamente dalle divisioni italiane, riuscirono a sganciarsi; inoltre la Brigata paracadutisti Ramcke, appiedata e a ranghi ridotti dagli estenuanti combattimenti, riuscì ad assaltare un convoglio britannico e a procurarsi così i mezzi necessari per lo sganciamento. I soldati e i comandanti italiani, tra cui il generale Barbasetti, lamentarono in seguito che nel ripiegamento i tedeschi si impossessarono di ogni mezzo disponibile, negando sistematicamente ogni aiuto agli italiani. Tuttavia, né il generale Nebbia (rimasto anch'egli appiedato) né Bastico, che sicuramente non stravedeva per i tedeschi, insistettero molto sull'argomento. Certamente si verificarono episodi spiacevoli tra italiani e tedeschi, ma non tali da poter essere generalizzati. Citando Igino Gravina nel suo Le tre battaglie di Alamein, i giornalisti Indro Montanelli e Mario Cervi riportano che "i tedeschi [...] avevano fatto largo ricorso alle riparazioni e messo in efficienza autoveicoli guasti abbandonati nel deserto, tra i quali quelli degli italiani che divennero così di loro proprietà... È emerso un solo caso di sopraffazione dei tedeschi ai nostri danni: fu il 6 novembre 1942 quando... un reparto germanico si impossessò di nostri locomotori e autocarri per esclusivo trasporto di mezzi e materiali. Non è da escludere che qualche altro caso sia avvenuto, ma si tratta di episodi... che nel momento dell'emergenza si sono verificati anche tra reparti della stessa nazionalità."
Secondo i dati dell'Ufficio Storico dello Stato Maggiore dell'Esercito, l'Armata corazzata italo-tedesca subì la perdita in battaglia di 4 000-5 000 morti e dispersi, 7 000-8 000 feriti e 17 000 prigionieri, che durante la ritirata salirono a 9 000 tra morti e dispersi, 15 000 feriti e 35 000 prigionieri (per altra fonte 10 000 morti, 15 000 feriti e 34 000 prigionieri), con la perdita di circa quattrocentocinquanta carri armati e un migliaio di cannoni, anche se le varie stime divergono leggermente (quella più prudenziale riportata nel quadro riassuntivo parla di 30 000 perdite in tutto tra morti feriti e prigionieri). Secondo il generale Giuseppe Rizzo, le perdite dell'Asse ammontarono complessivamente a 25 000 tra morti e feriti (tra cui 5 920 caduti italiani), 30 000 prigionieri (20 000 italiani e 10 724 tedeschi), 510 carri armati e 2 000 cannoni di ogni tipo (da campagna, anticarro e contraerei). Di certo, quattro divisioni tedesche e otto italiane avevano cessato di esistere come unità organizzate.
Gli Alleati persero 13 560 uomini tra morti, feriti e dispersi, corrispondenti a circa il 10% delle forze schierate. Dei cinquecento carri messi fuori uso, circa trecentocinquanta vennero recuperati grazie alle officine mobili e al possesso del campo di battaglia. Andarono persi anche circa cento cannoni. La capacità operativa dell'Ottava armata era quindi praticamente intatta. Iniziava l'inseguimento dell'ACIT da parte degli Alleati.

## Eventi successivi
(Winston Churchill, 10 novembre 1942)
Il 10 novembre le forze dell'Impero britannico erano al Passo di Halfaya, il 12 a Tobruch, il 19 a Bengasi e il 16 dicembre a El-Agheila. La battaglia fu la più grande vittoria del generale Montgomery, e gli valse il titolo di "Lord Montgomery visconte di Alamein" quando venne fatto Pari del Regno Unito. Il successo del suo piano convinse definitivamente il generale Montgomery a preferire la superiorità schiacciante di fuoco e di mezzi in tutte le successive battaglie, dandogli la immeritata reputazione di comandante eccessivamente cauto e metodico. Con l'operazione Torch, che si svolse in Marocco e Algeria immediatamente dopo la fine della battaglia (lo sbarco avvenne il 7 novembre), la battaglia di El Alamein segnò l'inizio della fine delle forze dell'Asse in Nordafrica. Proprio la prevista operazione Torch, originariamente fissata per il 4 novembre, di cui il generale Montgomery era a conoscenza, rende in realtà il quadro strategico e politico entro cui venne pianificata la seconda battaglia di El Alamein più problematico di quanto si creda comunemente. È su questo, infatti, che si basa quella che è forse l'analisi più famosa e controversa della battaglia: quella sviluppata dallo storico britannico Correlli Barnett nel suo libro I generali del deserto. Secondo Barnett, l'operazione Torch avrebbe ugualmente costretto il feldmaresciallo Rommel a ritirarsi, poiché era ormai lontano più di 2 300 chilometri dalle sue basi che lo sbarco statunitense minacciava direttamente. Dopo il successo dell'operazione Torch, Rommel si sarebbe trovato fra l'8ª Armata, saldamente attestata nelle sue ormai impenetrabili postazioni difensive e forte di una superiorità schiacciante di forze e il grande corpo di spedizione anglo-americano del generale Dwight D. Eisenhower sbarcato nel Nordafrica francese. Barnett ritiene addirittura che la seconda battaglia di El Alamein sia stata sostanzialmente una "battaglia inutile", fortemente voluta dal primo ministro Churchill e dall'élite imperiale britannica principalmente per motivi di prestigio. Si trattava in pratica dell'ultima possibilità per il Regno Unito di ottenere, con le sole forze imperiali, una vittoria esclusivamente britannica sulle forze armate tedesche dopo due anni di sconfitte pressoché ininterrotte sul campo e prima che la superiorità militare ed economica statunitense ponesse inevitabilmente "in sottordine", come lo stesso Barnett si è espresso, lo sforzo e il ruolo britannici nella guerra.
In realtà, le speranze che gli Alleati affidavano a Torch, si realizzarono solo in parte: era previsto che le forze francesi in Nordafrica avrebbero rapidamente voltato le spalle a Vichy per unirsi allo sforzo contro l'Asse, ma ciò inizialmente non avvenne e le forze fedeli a Pétain combatterono dapprima sulle spiagge infliggendo notevoli perdite alle forze statunitensi, una situazione che rischiava di impantanare per mesi le forze di Eisenhower sul fronte algerino. Fu la completa vittoria britannica ad El Alamein a cambiare le carte in tavola, convincendo alcune personalità influenti del regime di Vichy a intavolare trattative con gli Stati Uniti e la Gran Bretagna. L'ammiraglio francese François Darlan, in quel momento ad Algeri, con lo stallo delle forze tedesche in Unione Sovietica e con la sconfitta di El Alamein, intuì che la marea della guerra stava cambiando a favore degli Alleati e ordinò alle forze francesi in Nordafrica di arrendersi, favorendo la situazione strategica degli Alleati. Infatti le difficoltà di inviare in Africa nordoccidentale soldati e materiali da parte degli Alleati che in quel periodo stavano subendo enormi perdite nell'Atlantico, e la decisione di Hitler di inviare in Nordafrica grossi rinforzi per consentire alle forze dell'Asse di resistere ad oltranza in Tunisia, avrebbero avuto ben altro peso se anche le forze francesi si fossero dimostrate ostili agli Alleati. L'operazione Torch subì grossi rallentamenti, e la rapida presa di Tunisi e Biserta programmata dai pianificatori alleati non avvenne nei tempi previsti nonostante la resa dei francesi; l'idea originale di spingersi in Libia con le forze provenienti da ovest e intrappolare l'armata italo-tedesca dovette essere ribaltata. L'ordine di inseguire le forze dell'Asse verso la Tunisia fu dato all'8ª Armata di Montgomery, che riuscì ad impedire alle forze italo-tedesche di ricostruire un solido fronte mettendo in atto un metodico e inesorabile inseguimento attraverso la Libia fino alla linea del Mareth in Tunisia, permettendo all'esercito sbarcato in Algeria e nel Marocco francese di rafforzarsi in vista di un'offensiva congiunta contro le forze italo-tedesche che si svolse in Tunisia nella primavera del 1943, e che mise la parola fine alla guerra in Nordafrica.

## Mausolei e cimiteri di guerra

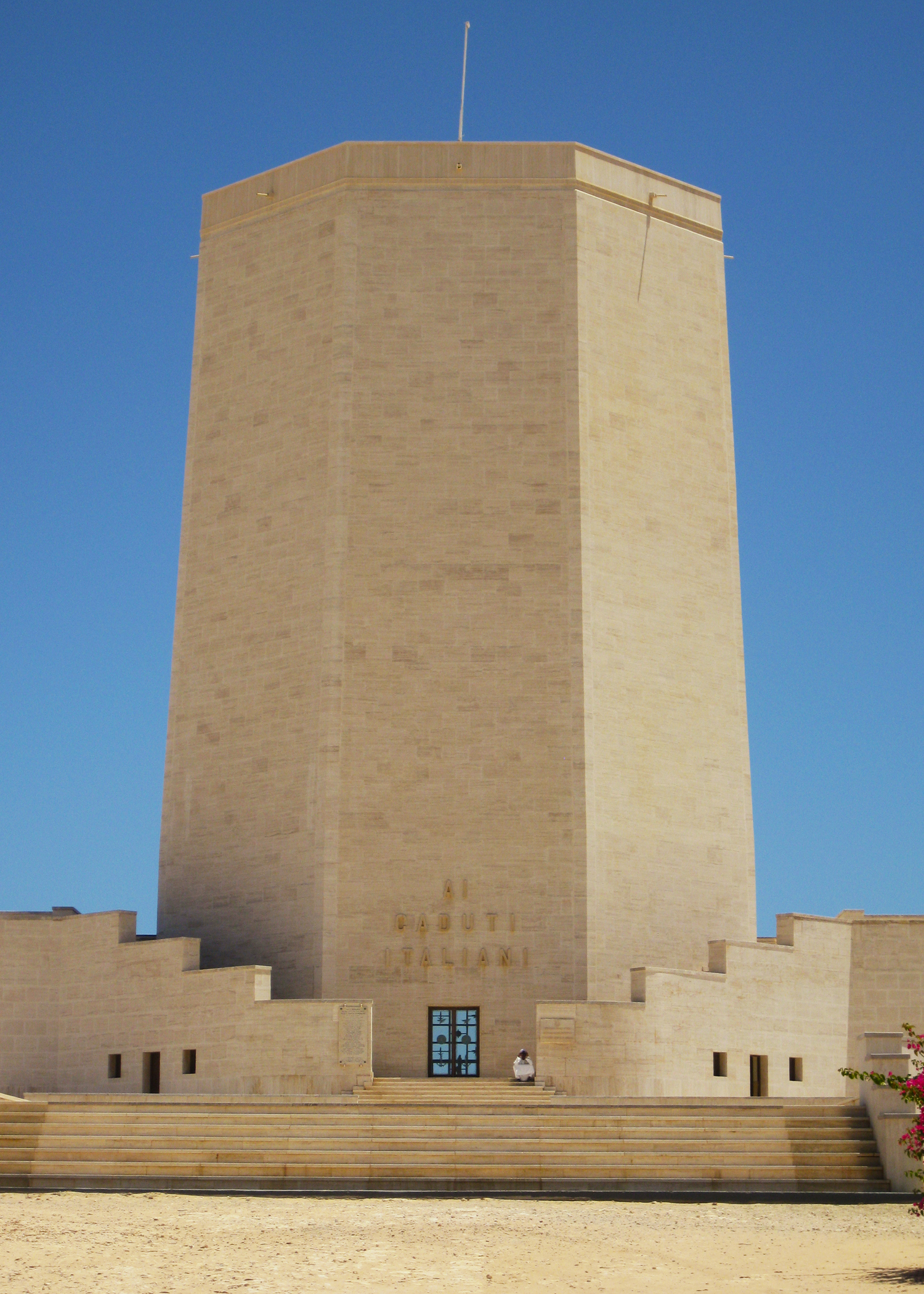
Sacrario militare italiano di El Alamein

Il paese di El Alamein contava nel 1996 circa 5 000 abitanti, con un porto per la spedizione del petrolio, alberghi e una spiaggia attrezzata. La vecchia stazione ferroviaria, caduta in disuso ma ancora in piedi, è stata sostituita da una struttura più moderna a poca distanza. Nella cittadina, facilmente raggiungibile dai turisti, è stato costruito un museo con diorami, mostre fotografiche, oggetti, armi e mezzi corazzati di entrambi gli schieramenti che illustrano una delle battaglie più famose della seconda guerra mondiale.
Nella zona esistono tre mausolei e cimiteri di guerra: uno per il Commonwealth, uno per la Germania e uno per l'Italia. Il cimitero di guerra di El Alamein del Commonwealth, disegnato dall'architetto Hubert Worthington, ospita le spoglie di 7 240 soldati caduti nel teatro dell'Africa e del Medio Oriente, anche se la maggior parte dei corpi risale proprio all'ottobre 1942 o al periodo immediatamente precedente. L'ingresso al cimitero avviene passando per il memoriale di Alamein, dove sono riportati i nomi di oltre 8 500 soldati e 3 000 aviatori del Commonwealth dispersi nel Nordafrica fino alla fine della campagna di Tunisia nel maggio 1943.
La presenza italiana è ricordata dal grande Sacrario militare di El Alamein completato nel 1955 sulla litoranea per Alessandria, che raccoglie i resti di oltre 5 200 soldati italiani e 232 ascari libici. Progettato dall'allora maggiore Paolo Caccia Dominioni e articolato in tre zone (il Sacrario propriamente detto, il complesso degli edifici situati lungo la strada litoranea e la base italiana di "Quota 33"), la ricerca e raccolta dei resti dei caduti anche di altra nazionalità fu opera dello stesso Dominioni con l'aiuto del suo assistente caporale Renato Chiodini sotto la supervisione del Commissariato generale per le onoranze ai caduti, e si svolse dal 1948 al 1961. A Quota 33 avvenne uno dei tanti episodi delle due battaglie, vale a dire il sacrificio del LII Gruppo cannoni da 152/37 che il 10 luglio 1942 si oppose agli australiani della 9ª Divisione. Inoltre poco lontano un'iscrizione, fatta dai bersaglieri del 7º Reggimento il 1º luglio 1942 su un cippo ai margini della strada litoranea a 111 km da Alessandria d'Egitto, riporta una frase che ricorda migliaia di italiani caduti in una guerra spesso condotta senza gli adeguati mezzi: «Mancò la fortuna, non il valore».
Il monumento tedesco, situato a Tell el Eisa, ha la forma di un castello teutonico che circonda un cortile interno con al centro un obelisco sostenuto da quattro falchi. Attorno all'obelisco alcune placche ricordano i resti dei 4 200 soldati tedeschi qui sepolti.

## Nella cultura di massa
- Divisione Folgore, regia di Duilio Coletti (1954)
- El Alamein (Deserto di gloria), regia di Guido Malatesta (1957)
- La battaglia di El Alamein, regia di Giorgio Ferroni (1969)
- Uccidete Rommel, regia di Alfonso Brescia (1969)
- El Alamein - La linea del fuoco, regia di Enzo Monteleone (2002)
- Sabbia e ferro, regia di Claudio Costa (2012); documentario con Carlo Volontè reduce della Divisione "Ariete" info su Imdb
- Cielo e sabbia, regia di Claudio Costa (2012); documentario con Giovanni Peroncini reduce della Divisione Folgore info su Imdb